# 2010 NBA Playoffs
2010 NBA Playoffs – pozasezonowe rozgrywki ligi NBA 2010. Rozgrywki trwały od 17 kwietnia do 17 czerwca. Mistrzem została drużyna Los Angeles Lakers, która w finale pokonała Boston Celtics broniąc tym samym tytułu mistrzowskiego z poprzedniego roku. MVP finałów po raz drugi z rzędu został Kobe Bryant.
Drużyna Charlotte Bobcats wystąpiła po raz pierwszy w historii w rozgrywkach Playoff, przegrywając w pierwszej rundzie z Orlando Magic.
Po raz pierwszy od 2008 roku wszystkie zespoły w playoff z Konferencji Zachodniej odniosły co najmniej 50 zwycięstw w sezonie zasadniczym.

## Zakwalifikowane drużyny

### Konferencja Wschodnia
| Lp. | Drużyna             | Sezon zasadniczy |
| --- | ------------------- | ---------------- |
| 1   | Cleveland Cavaliers | 61–21            |
| 2   | Orlando Magic       | 59–23            |
| 3   | Atlanta Hawks       | 53–29            |
| 4   | Boston Celtics      | 50–32            |
| 5   | Miami Heat          | 47–35            |
| 6   | Milwaukee Bucks     | 46–36            |
| 7   | Charlotte Bobcats   | 44–38            |
| 8   | Chicago Bulls       | 41–41            |

### Konferencja Zachodnia
| Lp. | Drużyna                | Sezon zasadniczy |
| --- | ---------------------- | ---------------- |
| 1   | Los Angeles Lakers     | 57–25            |
| 2   | Dallas Mavericks       | 55–27            |
| 3   | Phoenix Suns           | 54–28            |
| 4   | Denver Nuggets         | 53–29            |
| 5   | Utah Jazz              | 53–29            |
| 6   | Portland Trail Blazers | 50–32            |
| 7   | San Antonio Spurs      | 50–32            |
| 8   | Oklahoma City Thunder  | 50–32            |

## Drabinka rozgrywek
|  |                          |                          |                          |                    |   |                       |                       |                       |  |  |                    |                    |                    |  |  |           |           |           |
|  | Ćwierćfinały Konferencji | Ćwierćfinały Konferencji | Ćwierćfinały Konferencji |                    |   | Półfinały Konferencji | Półfinały Konferencji | Półfinały Konferencji |  |  | Finały Konferencji | Finały Konferencji | Finały Konferencji |  |  | Finał NBA | Finał NBA | Finał NBA |
|  | Ćwierćfinały Konferencji | Ćwierćfinały Konferencji | Ćwierćfinały Konferencji |                    |   | Półfinały Konferencji | Półfinały Konferencji | Półfinały Konferencji |  |  | Finały Konferencji | Finały Konferencji | Finały Konferencji |  |  | Finał NBA | Finał NBA | Finał NBA |
|  |                          |                          |                          |                    |   |                       |                       |                       |  |  |                    |                    |                    |  |  |           |           |           |
|  |                          |                          |                          |                    |   |                       |                       |                       |  |  |                    |                    |                    |  |  |           |           |           |
|  | 1                        | Cleveland Cavaliers      | 4                        |                    |   |                       |                       |                       |  |  |                    |                    |                    |  |  |           |           |           |
|  | 1                        | Cleveland Cavaliers      | 4                        |                    |   |                       |                       |                       |  |  |                    |                    |                    |  |  |           |           |           |
|  | 8                        | Chicago Bulls            | 1                        |                    |   |                       |                       |                       |  |  |                    |                    |                    |  |  |           |           |           |
|  | 8                        | Chicago Bulls            | 1                        |                    |   | 1                     | Cleveland Cavaliers   | 2                     |  |  |                    |                    |                    |  |  |           |           |           |
|  |                          |                          |                          |                    |   | 1                     | Cleveland Cavaliers   | 2                     |  |  |                    |                    |                    |  |  |           |           |           |
|  |                          |                          | 4                        | Boston Celtics     | 4 |                       |                       |                       |  |  |                    |                    |                    |  |  |           |           |           |
|  | 4                        | Boston Celtics           | 4                        | Boston Celtics     | 4 | 4                     |                       |                       |  |  |                    |                    |                    |  |  |           |           |           |
|  | 4                        | Boston Celtics           |                          |                    |   |                       |                       |                       |  |  |                    |                    |                    |  |  |           |           |           |
|  | 5                        | Miami Heat               | 1                        |                    |   |                       |                       |                       |  |  |                    |                    |                    |  |  |           |           |           |
|  | 5                        | Miami Heat               | 1                        |                    |   | 4                     | Boston Celtics        | 4                     |  |  |                    |                    |                    |  |  |           |           |           |
|  |                          |                          |                          |                    |   |                       |                       |                       |  |  |                    |                    |                    |  |  |           |           |           |
|  |                          |                          | 2                        | Orlando Magic      | 2 |                       |                       |                       |  |  |                    |                    |                    |  |  |           |           |           |
|  | 3                        | Atlanta Hawks            | 2                        | Orlando Magic      | 2 | 4                     |                       |                       |  |  |                    |                    |                    |  |  |           |           |           |
|  | 3                        | Atlanta Hawks            |                          |                    |   |                       |                       |                       |  |  |                    |                    |                    |  |  |           |           |           |
|  | 6                        | Milwaukee Bucks          | 3                        |                    |   |                       |                       |                       |  |  |                    |                    |                    |  |  |           |           |           |
|  | 6                        | Milwaukee Bucks          | 3                        |                    |   | 3                     | Atlanta Hawks         | 0                     |  |  |                    |                    |                    |  |  |           |           |           |
|  |                          |                          |                          |                    |   | 3                     | Atlanta Hawks         | 0                     |  |  |                    |                    |                    |  |  |           |           |           |
|  |                          |                          | 2                        | Orlando Magic      | 4 |                       |                       |                       |  |  |                    |                    |                    |  |  |           |           |           |
|  | 2                        | Orlando Magic            | 2                        | Orlando Magic      | 4 | 4                     |                       |                       |  |  |                    |                    |                    |  |  |           |           |           |
|  | 2                        | Orlando Magic            |                          |                    |   |                       |                       |                       |  |  |                    |                    |                    |  |  |           |           |           |
|  | 7                        | Charlotte Bobcats        | 0                        |                    |   |                       |                       |                       |  |  |                    |                    |                    |  |  |           |           |           |
|  | 7                        | Charlotte Bobcats        | 0                        |                    |   | E4                    | Boston Celtics        | 3                     |  |  |                    |                    |                    |  |  |           |           |           |
|  |                          |                          |                          |                    |   |                       |                       |                       |  |  |                    |                    |                    |  |  |           |           |           |
|  |                          |                          | W1                       | Los Angeles Lakers | 4 |                       |                       |                       |  |  |                    |                    |                    |  |  |           |           |           |
|  | 1                        | Los Angeles Lakers       | W1                       | Los Angeles Lakers | 4 | 4                     |                       |                       |  |  |                    |                    |                    |  |  |           |           |           |
|  | 1                        | Los Angeles Lakers       |                          |                    |   |                       |                       |                       |  |  |                    |                    |                    |  |  |           |           |           |
|  | 8                        | Oklahoma City Thunder    | 2                        |                    |   |                       |                       |                       |  |  |                    |                    |                    |  |  |           |           |           |
|  | 8                        | Oklahoma City Thunder    | 2                        |                    |   | 1                     | Los Angeles Lakers    | 4                     |  |  |                    |                    |                    |  |  |           |           |           |
|  |                          |                          |                          |                    |   | 1                     | Los Angeles Lakers    | 4                     |  |  |                    |                    |                    |  |  |           |           |           |
|  |                          |                          | 5                        | Utah Jazz          | 0 |                       |                       |                       |  |  |                    |                    |                    |  |  |           |           |           |
|  | 4                        | Denver Nuggets           | 5                        | Utah Jazz          | 0 | 2                     |                       |                       |  |  |                    |                    |                    |  |  |           |           |           |
|  | 4                        | Denver Nuggets           |                          |                    |   |                       |                       |                       |  |  |                    |                    |                    |  |  |           |           |           |
|  | 5                        | Utah Jazz                | 4                        |                    |   |                       |                       |                       |  |  |                    |                    |                    |  |  |           |           |           |
|  | 5                        | Utah Jazz                | 4                        |                    |   | 1                     | Los Angeles Lakers    | 4                     |  |  |                    |                    |                    |  |  |           |           |           |
|  |                          |                          |                          |                    |   |                       |                       |                       |  |  |                    |                    |                    |  |  |           |           |           |
|  |                          |                          | 3                        | Phoenix Suns       | 2 |                       |                       |                       |  |  |                    |                    |                    |  |  |           |           |           |
|  | 3                        | Phoenix                  | 3                        | Phoenix Suns       | 2 | 4                     |                       |                       |  |  |                    |                    |                    |  |  |           |           |           |
|  | 3                        | Phoenix                  |                          |                    |   |                       |                       |                       |  |  |                    |                    |                    |  |  |           |           |           |
|  | 6                        | Portland Trail Blazers   | 2                        |                    |   |                       |                       |                       |  |  |                    |                    |                    |  |  |           |           |           |
|  | 6                        | Portland Trail Blazers   | 2                        |                    |   | 3                     | Phoenix Suns          | 4                     |  |  |                    |                    |                    |  |  |           |           |           |
|  |                          |                          |                          |                    |   | 3                     | Phoenix Suns          | 4                     |  |  |                    |                    |                    |  |  |           |           |           |
|  |                          |                          | 7                        | San Antonio Spurs  | 0 |                       |                       |                       |  |  |                    |                    |                    |  |  |           |           |           |
|  | 2                        | Dallas Mavericks         | 7                        | San Antonio Spurs  | 0 | 2                     |                       |                       |  |  |                    |                    |                    |  |  |           |           |           |
|  | 2                        | Dallas Mavericks         |                          |                    |   |                       |                       |                       |  |  |                    |                    |                    |  |  |           |           |           |
|  | 7                        | San Antonio Spurs        | 4                        |                    |   |                       |                       |                       |  |  |                    |                    |                    |  |  |           |           |           |
|  | 7                        | San Antonio Spurs        | 4                        |                    |   |                       |                       |                       |  |  |                    |                    |                    |  |  |           |           |           |
|  |                          |                          |                          |                    |   |                       |                       |                       |  |  |                    |                    |                    |  |  |           |           |           |

## Konferencja Wschodnia
Strefa czasowa UTC-4:00

### Pierwsza runda

#### (1) Cleveland Cavaliers vs. (8) Chicago Bulls
| 17 kwietnia 15:00 | Raport | Chicago Bulls 83 – 96 Cleveland Cavaliers                    | Chicago Bulls 83 – 96 Cleveland Cavaliers | Chicago Bulls 83 – 96 Cleveland Cavaliers                       |  | Quicken Loans Arena, Cleveland, Ohio Widownia: 20 562 Sędziowie: Eddie Rush, Bob Delaney, John Goble | ABC |
| 17 kwietnia 15:00 | Raport | Rezultaty w kwartach: 18–32, 23–24, 19–17, 23–23             |                                           |                                                                 |  | Quicken Loans Arena, Cleveland, Ohio Widownia: 20 562 Sędziowie: Eddie Rush, Bob Delaney, John Goble | ABC |
| 17 kwietnia 15:00 | Raport | Pkt: Derrick Rose 28 Zb: Hinrich, Noah 8 As: Derrick Rose 10 |                                           | Pkt: LeBron James 24 Zb: Anderson Varejão 15 As: Mo Williams 10 |  | Quicken Loans Arena, Cleveland, Ohio Widownia: 20 562 Sędziowie: Eddie Rush, Bob Delaney, John Goble | ABC |

| 19 kwietnia 20:00 | Raport | Chicago Bulls 102 – 112 Cleveland Cavaliers               | Chicago Bulls 102 – 112 Cleveland Cavaliers | Chicago Bulls 102 – 112 Cleveland Cavaliers                |  | Quicken Loans Arena, Cleveland, Ohio Widownia: 20 562 Sędziowie: Joe Crawford, Ron Garretson, Eric Lewis | TNT |
| 19 kwietnia 20:00 | Raport | Rezultaty w kwartach: 22–28, 28–24, 27–25, 25–35          |                                             |                                                            |  | Quicken Loans Arena, Cleveland, Ohio Widownia: 20 562 Sędziowie: Joe Crawford, Ron Garretson, Eric Lewis | TNT |
| 19 kwietnia 20:00 | Raport | Pkt: Joakim Noah 25 Zb: Joakim Noah 13 As: Derrick Rose 8 |                                             | Pkt: LeBron James 40 Zb: LeBron James 8 As: LeBron James 8 |  | Quicken Loans Arena, Cleveland, Ohio Widownia: 20 562 Sędziowie: Joe Crawford, Ron Garretson, Eric Lewis | TNT |

| 22 kwietnia 19:00 | Raport | Cleveland Cavaliers 106 – 108 Chicago Bulls                   | Cleveland Cavaliers 106 – 108 Chicago Bulls | Cleveland Cavaliers 106 – 108 Chicago Bulls                |  | United Center, Chicago, Illinois Widownia: 22 991 Sędziowie: Monty McCutchen, Jason Phillips, Tony Brothers | TNT |
| 22 kwietnia 19:00 | Raport | Rezultaty w kwartach: 21–32, 24–24, 23–23, 38–29              |                                             |                                                            |  | United Center, Chicago, Illinois Widownia: 22 991 Sędziowie: Monty McCutchen, Jason Phillips, Tony Brothers | TNT |
| 22 kwietnia 19:00 | Raport | Pkt: LeBron James 39 Zb: Antawn Jamison 11 As: LeBron James 8 |                                             | Pkt: Derrick Rose 31 Zb: Joakim Noah 15 As: Derrick Rose 7 |  | United Center, Chicago, Illinois Widownia: 22 991 Sędziowie: Monty McCutchen, Jason Phillips, Tony Brothers | TNT |

| 25 kwietnia 15:30 | Raport | Cleveland Cavaliers 121 – 98 Chicago Bulls                   | Cleveland Cavaliers 121 – 98 Chicago Bulls | Cleveland Cavaliers 121 – 98 Chicago Bulls               |  | United Center, Chicago, Illinois Widownia: 22 991 Sędziowie: Bennett Salvatore, Derrick Stafford, Mike Callahan | ABC |
| 25 kwietnia 15:30 | Raport | Rezultaty w kwartach: 24–21, 38–31, 37–24, 22–22             |                                            |                                                          |  | United Center, Chicago, Illinois Widownia: 22 991 Sędziowie: Bennett Salvatore, Derrick Stafford, Mike Callahan | ABC |
| 25 kwietnia 15:30 | Raport | Pkt: LeBron James 37 Zb: LeBron James 12 As: LeBron James 11 |                                            | Pkt: Noah, Rose 21 Zb: Joakim Noah 20 As: Derrick Rose 5 |  | United Center, Chicago, Illinois Widownia: 22 991 Sędziowie: Bennett Salvatore, Derrick Stafford, Mike Callahan | ABC |

| 27 kwietnia 20:00 | Raport | Chicago Bulls 94 – 96 Cleveland Cavaliers                 | Chicago Bulls 94 – 96 Cleveland Cavaliers | Chicago Bulls 94 – 96 Cleveland Cavaliers                     |  | Quicken Loans Arena, Cleveland, Ohio Widownia: 20 562 Sędziowie: Ken Mauer, Bill Kennedy, Zach Zarba | TNT |
| 27 kwietnia 20:00 | Raport | Rezultaty w kwartach: 26–27, 22–28, 23–18, 23–23          |                                           |                                                               |  | Quicken Loans Arena, Cleveland, Ohio Widownia: 20 562 Sędziowie: Ken Mauer, Bill Kennedy, Zach Zarba | TNT |
| 27 kwietnia 20:00 | Raport | Pkt: Derrick Rose 31 Zb: Taj Gibson 11 As: Derrick Rose 6 |                                           | Pkt: Antawn Jamison 25 Zb: LeBron James 10 As: LeBron James 9 |  | Quicken Loans Arena, Cleveland, Ohio Widownia: 20 562 Sędziowie: Ken Mauer, Bill Kennedy, Zach Zarba | TNT |
| 27 kwietnia 20:00 | Raport | Cleveland wygrywa serię 4-1                               |                                           |                                                               |  | Quicken Loans Arena, Cleveland, Ohio Widownia: 20 562 Sędziowie: Ken Mauer, Bill Kennedy, Zach Zarba | TNT |

Wyniki w sezonie zasadniczym
| 5 listopada 2009 | Raport | Chicago Bulls 86 – 85 Cleveland Cavaliers | Chicago Bulls 86 – 85 Cleveland Cavaliers | Chicago Bulls 86 – 85 Cleveland Cavaliers |  | Quicken Loans Arena, Cleveland, Ohio |

| 4 grudnia 2009 | Raport | Chicago Bulls 87 – 101 Cleveland Cavaliers | Chicago Bulls 87 – 101 Cleveland Cavaliers | Chicago Bulls 87 – 101 Cleveland Cavaliers |  | Quicken Loans Arena, Cleveland, Ohio |

| 19 marca 2010 | Raport | Cleveland Cavaliers 92 – 85 Chicago Bulls | Cleveland Cavaliers 92 – 85 Chicago Bulls | Cleveland Cavaliers 92 – 85 Chicago Bulls |  | United Center, Chicago, Illinois |

| 8 kwietnia 2010 | Raport | Cleveland Cavaliers 108 – 109 Chicago Bulls | Cleveland Cavaliers 108 – 109 Chicago Bulls | Cleveland Cavaliers 108 – 109 Chicago Bulls |  | United Center, Chicago, Illinois |

Ostatnie spotkanie w Playoff: Pierwsza Runda Konferencji Wschodniej 1994 (Chicago zwyciężyli 3-0).

#### (2) Orlando Magic vs. (7) Charlotte Bobcats
| 18 kwietnia 17:30 | Raport | Charlotte Bobcats 89 – 98 Orlando Magic                           | Charlotte Bobcats 89 – 98 Orlando Magic | Charlotte Bobcats 89 – 98 Orlando Magic                       |  | Amway Arena, Orlando, Floryda Widownia: 17 461 Sędziowie: Dan Crawford, Tony Brothers, Sean Wright | TNT |
| 18 kwietnia 17:30 | Raport | Rezultaty w kwartach: 20–31, 23–28, 23–17, 23–22                  |                                         |                                                               |  | Amway Arena, Orlando, Floryda Widownia: 17 461 Sędziowie: Dan Crawford, Tony Brothers, Sean Wright | TNT |
| 18 kwietnia 17:30 | Raport | Pkt: Gerald Wallace 25 Zb: Gerald Wallace 17 As: Raymond Felton 4 |                                         | Pkt: Jameer Nelson 32 Zb: Dwight Howard 7 As: Jameer Nelson 6 |  | Amway Arena, Orlando, Floryda Widownia: 17 461 Sędziowie: Dan Crawford, Tony Brothers, Sean Wright | TNT |

| 21 kwietnia 19:00 | Raport | Charlotte Bobcats 77 – 92 Orlando Magic                     | Charlotte Bobcats 77 – 92 Orlando Magic | Charlotte Bobcats 77 – 92 Orlando Magic                      |  | Amway Arena, Orlando, Floryda Widownia: 17 461 Sędziowie: Bennett Salvatore, Rodney Mott, Bill Spooner | TNT |
| 21 kwietnia 19:00 | Raport | Rezultaty w kwartach: 14–18, 16–23, 25–34, 22–17            |                                         |                                                              |  | Amway Arena, Orlando, Floryda Widownia: 17 461 Sędziowie: Bennett Salvatore, Rodney Mott, Bill Spooner | TNT |
| 21 kwietnia 19:00 | Raport | Pkt: Stephen Jackson 27 Zb: Boris Diaw 7 As: Diaw, Felton 4 |                                         | Pkt: Vince Carter 19 Zb: Dwight Howard 9 As: Jameer Nelson 5 |  | Amway Arena, Orlando, Floryda Widownia: 17 461 Sędziowie: Bennett Salvatore, Rodney Mott, Bill Spooner | TNT |

| 24 kwietnia 14:00 | Raport | Orlando Magic 90 – 86 Charlotte Bobcats                                        | Orlando Magic 90 – 86 Charlotte Bobcats | Orlando Magic 90 – 86 Charlotte Bobcats                         |  | Time Warner Cable Arena, Charlotte, Karolina Północna Widownia: 19 596 Sędziowie: Joe Crawford, Ed Malloy, Leon Wood | TNT |
| 24 kwietnia 14:00 | Raport | Rezultaty w kwartach: 29–27, 12–19, 25–20, 24–20                               |                                         |                                                                 |  | Time Warner Cable Arena, Charlotte, Karolina Północna Widownia: 19 596 Sędziowie: Joe Crawford, Ed Malloy, Leon Wood | TNT |
| 24 kwietnia 14:00 | Raport | Pkt: Jameer Nelson 32 Zb: Gortat, Howard 8 As: Barnes, Howard, Lewis, Nelson 3 |                                         | Pkt: Stephen Jackson 19 Zb: Gerald Wallace 8 As: Diaw, Felton 6 |  | Time Warner Cable Arena, Charlotte, Karolina Północna Widownia: 19 596 Sędziowie: Joe Crawford, Ed Malloy, Leon Wood | TNT |

| 26 kwietnia 20:00 | Raport | Orlando Magic 99 – 90 Charlotte Bobcats                        | Orlando Magic 99 – 90 Charlotte Bobcats | Orlando Magic 99 – 90 Charlotte Bobcats                       |  | Time Warner Cable Arena, Charlotte, Karolina Północna Widownia: 19 086 Sędziowie: Joe DeRosa, Sean Corbin, Marc Davis | TNT |
| 26 kwietnia 20:00 | Raport | Rezultaty w kwartach: 23–25, 20-20, 28–23, 28–22               |                                         |                                                               |  | Time Warner Cable Arena, Charlotte, Karolina Północna Widownia: 19 086 Sędziowie: Joe DeRosa, Sean Corbin, Marc Davis | TNT |
| 26 kwietnia 20:00 | Raport | Pkt: Vince Carter 21 Zb: Dwight Howard 13 As: Carter, Nelson 4 |                                         | Pkt: Tyrus Thomas 21 Zb: Tyrus Thomas 9 As: Stephen Jackson 8 |  | Time Warner Cable Arena, Charlotte, Karolina Północna Widownia: 19 086 Sędziowie: Joe DeRosa, Sean Corbin, Marc Davis | TNT |
| 26 kwietnia 20:00 | Raport | Orlando wygrywa serię 4-0                                      |                                         |                                                               |  | Time Warner Cable Arena, Charlotte, Karolina Północna Widownia: 19 086 Sędziowie: Joe DeRosa, Sean Corbin, Marc Davis | TNT |

Wyniki w sezonie zasadniczym
| 10 listopada 2009 | Raport | Orlando Magic 93 – 81 Charlotte Bobcats | Orlando Magic 93 – 81 Charlotte Bobcats | Orlando Magic 93 – 81 Charlotte Bobcats |  | TWC Arena, Charlotte, Karolina Północna |

| 16 listopada 2009 | Raport | Charlotte Bobcats 91 – 97 Orlando Magic | Charlotte Bobcats 91 – 97 Orlando Magic | Charlotte Bobcats 91 – 97 Orlando Magic |  | Amway Arena, Orlando, Floryda |

| 23 stycznia 2010 | Raport | Orlando Magic 106 – 95 Charlotte Bobcats | Orlando Magic 106 – 95 Charlotte Bobcats | Orlando Magic 106 – 95 Charlotte Bobcats |  | TWC Arena, Charlotte, Karolina Północna |

| 14 marca 2010 | Raport | Charlotte Bobcats 96 – 89 Orlando Magic | Charlotte Bobcats 96 – 89 Orlando Magic | Charlotte Bobcats 96 – 89 Orlando Magic |  | Amway Arena, Orlando, Floryda |

Ostatnie spotkanie w Playoff: Pierwsze spotkanie pomiędzy Magic i Bobcats.

#### (3) Atlanta Hawks vs. (6) Milwaukee Bucks
| 17 kwietnia 17:30 | Raport | Milwaukee Bucks 92 – 102 Atlanta Hawks                            | Milwaukee Bucks 92 – 102 Atlanta Hawks | Milwaukee Bucks 92 – 102 Atlanta Hawks                  |  | Philips Arena, Atlanta, Georgia Widownia: 18 729 Sędziowie: Ken Mauer, Ron Garretson, Sean Corbin | ESPN |
| 17 kwietnia 17:30 | Raport | Rezultaty w kwartach: 17–34, 23–28, 30–19, 22–21                  |                                        |                                                         |  | Philips Arena, Atlanta, Georgia Widownia: 18 729 Sędziowie: Ken Mauer, Ron Garretson, Sean Corbin | ESPN |
| 17 kwietnia 17:30 | Raport | Pkt: Brandon Jennings 34 Zb: Kurt Thomas 9 As: Brandon Jennings 3 |                                        | Pkt: Joe Johnson 22 Zb: Josh Smith 10 As: Joe Johnson 5 |  | Philips Arena, Atlanta, Georgia Widownia: 18 729 Sędziowie: Ken Mauer, Ron Garretson, Sean Corbin | ESPN |

| 20 kwietnia 19:00 | Raport | Milwaukee Bucks 86 – 96 Atlanta Hawks                             | Milwaukee Bucks 86 – 96 Atlanta Hawks | Milwaukee Bucks 86 – 96 Atlanta Hawks                  |  | Philips Arena, Atlanta, Georgia Widownia: 18 938 Sędziowie: Dan Crawford, Derrick Collins, Ed Malloy | NBA TV |
| 20 kwietnia 19:00 | Raport | Rezultaty w kwartach: 20–28, 26–24, 16–24, 24–20                  |                                       |                                                        |  | Philips Arena, Atlanta, Georgia Widownia: 18 938 Sędziowie: Dan Crawford, Derrick Collins, Ed Malloy | NBA TV |
| 20 kwietnia 19:00 | Raport | Pkt: John Salmons 21 Zb: Ersan İlyasova 15 As: Delfino, Salmons 4 |                                       | Pkt: Joe Johnson 27 Zb: Josh Smith 14 As: Josh Smith 9 |  | Philips Arena, Atlanta, Georgia Widownia: 18 938 Sędziowie: Dan Crawford, Derrick Collins, Ed Malloy | NBA TV |

| 24 kwietnia 19:00 | Raport | Atlanta Hawks 89 – 107 Milwaukee Bucks                        | Atlanta Hawks 89 – 107 Milwaukee Bucks | Atlanta Hawks 89 – 107 Milwaukee Bucks                      |  | Bradley Center, Milwaukee, Wisconsin Widownia: 18 717 Sędziowie: Monty McCutchen, Tony Brothers, James Capers | ESPN |
| 24 kwietnia 19:00 | Raport | Rezultaty w kwartach: 19–36, 21–16, 17–26, 32–29              |                                        |                                                             |  | Bradley Center, Milwaukee, Wisconsin Widownia: 18 717 Sędziowie: Monty McCutchen, Tony Brothers, James Capers | ESPN |
| 24 kwietnia 19:00 | Raport | Pkt: Joe Johnson 25 Zb: Josh Smith 12 As: Crawford, Johnson 4 |                                        | Pkt: John Salmons 22 Zb: Kurt Thomas 13 As: John Salmons 10 |  | Bradley Center, Milwaukee, Wisconsin Widownia: 18 717 Sędziowie: Monty McCutchen, Tony Brothers, James Capers | ESPN |

| 26 kwietnia 20:30 | Raport | Atlanta Hawks 104 – 111 Milwaukee Bucks                | Atlanta Hawks 104 – 111 Milwaukee Bucks | Atlanta Hawks 104 – 111 Milwaukee Bucks                           |  | Bradley Center, Milwaukee, Wisconsin Widownia: 18 717 Sędziowie: Eddie F. Rush, Tom Washington, Tom Goble | NBA TV |
| 26 kwietnia 20:30 | Raport | Rezultaty w kwartach: 25–28, 25–26, 24–31, 30–26       |                                         |                                                                   |  | Bradley Center, Milwaukee, Wisconsin Widownia: 18 717 Sędziowie: Eddie F. Rush, Tom Washington, Tom Goble | NBA TV |
| 26 kwietnia 20:30 | Raport | Pkt: Joe Johnson 29 Zb: Josh Smith 9 As: Joe Johnson 9 |                                         | Pkt: Brandon Jennings 23 Zb: Kurt Thomas 9 As: Brandon Jennings 6 |  | Bradley Center, Milwaukee, Wisconsin Widownia: 18 717 Sędziowie: Eddie F. Rush, Tom Washington, Tom Goble | NBA TV |

| 28 kwietnia 20:00 | Raport | Milwaukee Bucks 91 – 87 Atlanta Hawks                            | Milwaukee Bucks 91 – 87 Atlanta Hawks | Milwaukee Bucks 91 – 87 Atlanta Hawks                  |  | Philips Arena, Atlanta, Georgia Widownia: 19 304 Sędziowie: Joe DeRosa, Dick Bavetta, Marc Davis | TNT |
| 28 kwietnia 20:00 | Raport | Rezultaty w kwartach: 24–23, 19–23, 18–23, 30–18                 |                                       |                                                        |  | Philips Arena, Atlanta, Georgia Widownia: 19 304 Sędziowie: Joe DeRosa, Dick Bavetta, Marc Davis | TNT |
| 28 kwietnia 20:00 | Raport | Pkt: Brandon Jennings 25 Zb: Ersan İlyasova 7 As: John Salmons 5 |                                       | Pkt: Al Horford 25 Zb: Al Horford 11 As: Joe Johnson 6 |  | Philips Arena, Atlanta, Georgia Widownia: 19 304 Sędziowie: Joe DeRosa, Dick Bavetta, Marc Davis | TNT |

| 30 kwietnia 19:00 | Raport | Atlanta Hawks 83 – 69 Milwaukee Bucks                      | Atlanta Hawks 83 – 69 Milwaukee Bucks | Atlanta Hawks 83 – 69 Milwaukee Bucks                       |  | Bradley Center, Milwaukee, Wisconsin Widownia: 18 717 Sędziowie: Bennett Salvatore, Mike Callahan, Zach Zarba | ESPN |
| 30 kwietnia 19:00 | Raport | Rezultaty w kwartach: 16–19, 15-15, 29–11, 23–24           |                                       |                                                             |  | Bradley Center, Milwaukee, Wisconsin Widownia: 18 717 Sędziowie: Bennett Salvatore, Mike Callahan, Zach Zarba | ESPN |
| 30 kwietnia 19:00 | Raport | Pkt: Jamal Crawford 24 Zb: Al Horford 15 As: Joe Johnson 6 |                                       | Pkt: Carlos Delfino 20 Zb: Kurt Thomas 9 As: John Salmons 4 |  | Bradley Center, Milwaukee, Wisconsin Widownia: 18 717 Sędziowie: Bennett Salvatore, Mike Callahan, Zach Zarba | ESPN |

| 2 maja 13:00 | Raport | Milwaukee Bucks 74 – 95 Atlanta Hawks                                 | Milwaukee Bucks 74 – 95 Atlanta Hawks | Milwaukee Bucks 74 – 95 Atlanta Hawks                         |  | Philips Arena, Atlanta, Georgia Widownia: 19 241 Sędziowie: Joe Crawford, Scott Foster, Greg Willard | ABC |
| 2 maja 13:00 | Raport | Rezultaty w kwartach: 13–20, 27–33, 20–20, 14–22                      |                                       |                                                               |  | Philips Arena, Atlanta, Georgia Widownia: 19 241 Sędziowie: Joe Crawford, Scott Foster, Greg Willard | ABC |
| 2 maja 13:00 | Raport | Pkt: Brandon Jennings 15 Zb: Ersan İlyasova 11 As: Brandon Jennings 5 |                                       | Pkt: Jamal Crawford 22 Zb: Al Horford 15 As: Jamal Crawford 6 |  | Philips Arena, Atlanta, Georgia Widownia: 19 241 Sędziowie: Joe Crawford, Scott Foster, Greg Willard | ABC |
| 2 maja 13:00 | Raport | Atlanta wygrywa serię 4-3                                             |                                       |                                                               |  | Philips Arena, Atlanta, Georgia Widownia: 19 241 Sędziowie: Joe Crawford, Scott Foster, Greg Willard | ABC |

Wyniki w sezonie zasadniczym
| 28 lutego 2010 | Raport | Milwaukee Bucks 102 – 106 Atlanta Hawks | Milwaukee Bucks 102 – 106 Atlanta Hawks | Milwaukee Bucks 102 – 106 Atlanta Hawks |  | Philips Arena, Atlanta, Georgia |

| 22 marca 2010 | Raport | Atlanta Hawks 95 – 98 Milwaukee Bucks | Atlanta Hawks 95 – 98 Milwaukee Bucks | Atlanta Hawks 95 – 98 Milwaukee Bucks |  | Bradley Center, Milwaukee, Wisconsin |

| 12 kwietnia 2010 | Raport | Atlanta Hawks 104 – 96 Milwaukee Bucks | Atlanta Hawks 104 – 96 Milwaukee Bucks | Atlanta Hawks 104 – 96 Milwaukee Bucks |  | Bradley Center, Milwaukee, Wisconsin |

Ostatnie spotkanie w Playoff: Pierwsza Runda Konferencji Wschodniej 1989 (Milwaukee zwyciężyli 3-2).

#### (4) Boston Celtics vs. (5) Miami Heat
| 17 kwietnia 20:00 | Raport | Miami Heat 76 – 85 Boston Celtics                           | Miami Heat 76 – 85 Boston Celtics | Miami Heat 76 – 85 Boston Celtics                          |  | TD Garden, Boston, Massachusetts Widownia: 18 624 Sędziowie: Joe DeRosa, Dick Bavetta, Ed Malloy | ESPN |
| 17 kwietnia 20:00 | Raport | Rezultaty w kwartach: 29–28, 15–13, 22–23, 10–21            |                                   |                                                            |  | TD Garden, Boston, Massachusetts Widownia: 18 624 Sędziowie: Joe DeRosa, Dick Bavetta, Ed Malloy | ESPN |
| 17 kwietnia 20:00 | Raport | Pkt: Dwyane Wade 26 Zb: Jermaine O’Neal 9 As: Dwyane Wade 6 |                                   | Pkt: Paul Pierce 16 Zb: Kevin Garnett 9 As: Rajon Rondo 10 |  | TD Garden, Boston, Massachusetts Widownia: 18 624 Sędziowie: Joe DeRosa, Dick Bavetta, Ed Malloy | ESPN |

| 20 kwietnia 20:00 | Raport | Miami Heat 77 – 106 Boston Celtics                          | Miami Heat 77 – 106 Boston Celtics | Miami Heat 77 – 106 Boston Celtics                          |  | TD Garden, Boston, Massachusetts Widownia: 18 624 Sędziowie: Eddie Rush, Bob Delaney, Marc Davis | TNT |
| 20 kwietnia 20:00 | Raport | Rezultaty w kwartach: 23–23, 10–26, 26–36, 18–21            |                                    |                                                             |  | TD Garden, Boston, Massachusetts Widownia: 18 624 Sędziowie: Eddie Rush, Bob Delaney, Marc Davis | TNT |
| 20 kwietnia 20:00 | Raport | Pkt: Dwyane Wade 29 Zb: Michael Beasley 7 As: Dwyane Wade 5 |                                    | Pkt: Ray Allen 25 Zb: Kendrick Perkins 9 As: Rajon Rondo 12 |  | TD Garden, Boston, Massachusetts Widownia: 18 624 Sędziowie: Eddie Rush, Bob Delaney, Marc Davis | TNT |

| 23 kwietnia 19:00 | Raport | Boston Celtics 100 – 98 Miami Heat                            | Boston Celtics 100 – 98 Miami Heat | Boston Celtics 100 – 98 Miami Heat                        |  | American Airlines Arena, Miami, Floryda Widownia: 19 500 Sędziowie: Bennett Salvatore, Eric Lewis, Bill Spooner | ESPN |
| 23 kwietnia 19:00 | Raport | Rezultaty w kwartach: 27–29, 21–20, 32–23, 20–26              |                                    |                                                           |  | American Airlines Arena, Miami, Floryda Widownia: 19 500 Sędziowie: Bennett Salvatore, Eric Lewis, Bill Spooner | ESPN |
| 23 kwietnia 19:00 | Raport | Pkt: Paul Pierce 32 Zb: Kendrick Perkins 12 As: Rajon Rondo 8 |                                    | Pkt: Dwyane Wade 34 Zb: Udonis Haslem 8 As: Dwyane Wade 8 |  | American Airlines Arena, Miami, Floryda Widownia: 19 500 Sędziowie: Bennett Salvatore, Eric Lewis, Bill Spooner | ESPN |

| 25 kwietnia 13:00 | Raport | Boston Celtics 92 – 101 Miami Heat                         | Boston Celtics 92 – 101 Miami Heat | Boston Celtics 92 – 101 Miami Heat                            |  | American Airlines Arena, Miami, Floryda Widownia: 19 520 Sędziowie: Ken Mauer, Bill Kennedy, Greg Willard | ABC |
| 25 kwietnia 13:00 | Raport | Rezultaty w kwartach: 18–31, 25–18, 34–22, 15–30           |                                    |                                                               |  | American Airlines Arena, Miami, Floryda Widownia: 19 520 Sędziowie: Ken Mauer, Bill Kennedy, Greg Willard | ABC |
| 25 kwietnia 13:00 | Raport | Pkt: Rajon Rondo 23 Zb: Kevin Garnett 12 As: Rajon Rondo 9 |                                    | Pkt: Dwyane Wade 46 Zb: Udonis Haslem 11 As: Wade, Chalmers 5 |  | American Airlines Arena, Miami, Floryda Widownia: 19 520 Sędziowie: Ken Mauer, Bill Kennedy, Greg Willard | ABC |

| 27 kwietnia 19:00 | Raport | Miami Heat 86 – 96 Boston Celtics                           | Miami Heat 86 – 96 Boston Celtics | Miami Heat 86 – 96 Boston Celtics                         |  | TD Garden, Boston, Massachusetts Widownia: 18 624 Sędziowie: Scott Foster, Derrick Stafford, James Capers | NBA TV |
| 27 kwietnia 19:00 | Raport | Rezultaty w kwartach: 21–29, 17–19, 27–23, 21–25            |                                   |                                                           |  | TD Garden, Boston, Massachusetts Widownia: 18 624 Sędziowie: Scott Foster, Derrick Stafford, James Capers | NBA TV |
| 27 kwietnia 19:00 | Raport | Pkt: Dwyane Wade 31 Zb: Udonis Haslem 10 As: Dwyane Wade 10 |                                   | Pkt: Ray Allen 24 Zb: Garnett, Rondo 8 As: Rajon Rondo 12 |  | TD Garden, Boston, Massachusetts Widownia: 18 624 Sędziowie: Scott Foster, Derrick Stafford, James Capers | NBA TV |
| 27 kwietnia 19:00 | Raport | Boston wygrywa serię 4-1                                    |                                   |                                                           |  | TD Garden, Boston, Massachusetts Widownia: 18 624 Sędziowie: Scott Foster, Derrick Stafford, James Capers | NBA TV |

Wyniki w sezonie zasadniczym
| 29 listopada 2009 | Raport | Boston Celtics 92 – 85 Miami Heat | Boston Celtics 92 – 85 Miami Heat | Boston Celtics 92 – 85 Miami Heat |  | American Airlines Arena, Miami, Floryda |

| 6 stycznia 2010 | Raport | Boston Celtics 112 – 106 Miami Heat | Boston Celtics 112 – 106 Miami Heat | Boston Celtics 112 – 106 Miami Heat |  | American Airlines Arena, Miami, Floryda |

| 3 lutego 2010 | Raport | Miami Heat 102 – 107 Boston Celtics | Miami Heat 102 – 107 Boston Celtics | Miami Heat 102 – 107 Boston Celtics |  | TD Garden, Boston, Massachusetts |

Ostatnie spotkanie w Playoff: Pierwsze spotkanie pomiędzy Celtics i Heat.

### Półfinały Konferencji

#### (1) Cleveland Cavaliers vs. (4) Boston Celtics
| 1 maja 20:00 | Raport | Boston Celtics 93 – 101 Cleveland Cavaliers                    | Boston Celtics 93 – 101 Cleveland Cavaliers | Boston Celtics 93 – 101 Cleveland Cavaliers                  |  | Quicken Loans Arena, Cleveland, Ohio Widownia: 20 562 Sędziowie: Eddie F. Rush, Bill Spooner, Jason Phillips | TNT |
| 1 maja 20:00 | Raport | Rezultaty w kwartach: 26–20, 28–23, 24–36, 15–22               |                                             |                                                              |  | Quicken Loans Arena, Cleveland, Ohio Widownia: 20 562 Sędziowie: Eddie F. Rush, Bill Spooner, Jason Phillips | TNT |
| 1 maja 20:00 | Raport | Pkt: Rajon Rondo 27 Zb: Kendrick Perkins 11 As: Rajon Rondo 12 |                                             | Pkt: LeBron James 35 Zb: Antawn Jamison 9 As: LeBron James 7 |  | Quicken Loans Arena, Cleveland, Ohio Widownia: 20 562 Sędziowie: Eddie F. Rush, Bill Spooner, Jason Phillips | TNT |

| 3 maja 20:00 | Raport | Boston Celtics 104 – 86 Cleveland Cavaliers               | Boston Celtics 104 – 86 Cleveland Cavaliers | Boston Celtics 104 – 86 Cleveland Cavaliers                 |  | Quicken Loans Arena, Cleveland, Ohio Widownia: 20 562 Sędziowie: Dan Crawford, Dick Bavetta, Ed Malloy | TNT |
| 3 maja 20:00 | Raport | Rezultaty w kwartach: 26–22, 26–26, 31–12, 21–26          |                                             |                                                             |  | Quicken Loans Arena, Cleveland, Ohio Widownia: 20 562 Sędziowie: Dan Crawford, Dick Bavetta, Ed Malloy | TNT |
| 3 maja 20:00 | Raport | Pkt: Ray Allen 22 Zb: Kevin Garnett 10 As: Rajon Rondo 19 |                                             | Pkt: LeBron James 24 Zb: James, Varejão 7 As: Mo Williams 7 |  | Quicken Loans Arena, Cleveland, Ohio Widownia: 20 562 Sędziowie: Dan Crawford, Dick Bavetta, Ed Malloy | TNT |

| 7 maja 19:00 | Raport | Cleveland Cavaliers 124 – 95 Boston Celtics                      | Cleveland Cavaliers 124 – 95 Boston Celtics | Cleveland Cavaliers 124 – 95 Boston Celtics             |  | TD Garden, Boston, Massachusetts Widownia: 18 624 Sędziowie: Bennett Salvatore, Ken Mauer, Zach Zarba | ESPN |
| 7 maja 19:00 | Raport | Rezultaty w kwartach: 36–17, 29–26, 31–27, 28–25                 |                                             |                                                         |  | TD Garden, Boston, Massachusetts Widownia: 18 624 Sędziowie: Bennett Salvatore, Ken Mauer, Zach Zarba | ESPN |
| 7 maja 19:00 | Raport | Pkt: LeBron James 38 Zb: Antawn Jamison 12 As: James, Williams 7 |                                             | Pkt: Kevin Garnett 19 Zb: Rajon Rondo 5 As: Rajon Rondo |  | TD Garden, Boston, Massachusetts Widownia: 18 624 Sędziowie: Bennett Salvatore, Ken Mauer, Zach Zarba | ESPN |

| 9 maja 15:30 | Raport | Cleveland Cavaliers 87 – 97 Boston Celtics                | Cleveland Cavaliers 87 – 97 Boston Celtics | Cleveland Cavaliers 87 – 97 Boston Celtics                |  | TD Garden, Boston, Massachusetts Widownia: 18 624 Sędziowie: Joe DeRosa, Mike Callahan, Michael Smith | ABC |
| 9 maja 15:30 | Raport | Rezultaty w kwartach: 22–31, 23–23, 27–20, 15–23          |                                            |                                                           |  | TD Garden, Boston, Massachusetts Widownia: 18 624 Sędziowie: Joe DeRosa, Mike Callahan, Michael Smith | ABC |
| 9 maja 15:30 | Raport | Pkt: LeBron James 22 Zb: LeBron James 9 As: LeBron James8 |                                            | Pkt: Rajon Rondo 29 Zb: Rajon Rondo 18 As: Rajon Rondo 13 |  | TD Garden, Boston, Massachusetts Widownia: 18 624 Sędziowie: Joe DeRosa, Mike Callahan, Michael Smith | ABC |

| 11 maja 20:00 | Raport | Boston Celtics 120 – 88 Cleveland Cavaliers              | Boston Celtics 120 – 88 Cleveland Cavaliers | Boston Celtics 120 – 88 Cleveland Cavaliers                        |  | Quicken Loans Arena, Cleveland, Ohio Widownia: 20 562 Sędziowie: Joe Crawford, Marc Davis, Greg Willard | TNT |
| 11 maja 20:00 | Raport | Rezultaty w kwartach: 20–23, 30–21, 30–19, 40–25         |                                             |                                                                    |  | Quicken Loans Arena, Cleveland, Ohio Widownia: 20 562 Sędziowie: Joe Crawford, Marc Davis, Greg Willard | TNT |
| 11 maja 20:00 | Raport | Pkt: Ray Allen 25 Zb: Paul Pierce 11 As: Rondo, Pierce 7 |                                             | Pkt: Shaquille O’Neal 21 Zb: Anderson Varejão 8 As: LeBron James 7 |  | Quicken Loans Arena, Cleveland, Ohio Widownia: 20 562 Sędziowie: Joe Crawford, Marc Davis, Greg Willard | TNT |

| 13 maja 20:00 | Raport | Cleveland Cavaliers 85 – 94 Boston Celtics                   | Cleveland Cavaliers 85 – 94 Boston Celtics | Cleveland Cavaliers 85 – 94 Boston Celtics                    |  | TD Garden, Boston, Massachusetts Widownia: 18 624 Sędziowie: Monty McCutchen, Bob Delaney, Eddie F. Rush | ESPN |
| 13 maja 20:00 | Raport | Rezultaty w kwartach: 22–25, 27–26, 18–25, 18–18             |                                            |                                                               |  | TD Garden, Boston, Massachusetts Widownia: 18 624 Sędziowie: Monty McCutchen, Bob Delaney, Eddie F. Rush | ESPN |
| 13 maja 20:00 | Raport | Pkt: LeBron James 27 Zb: LeBron James 19 As: LeBron James 10 |                                            | Pkt: Kevin Garnett 22 Zb: Kevin Garnett 12 As: Rajon Rondo 12 |  | TD Garden, Boston, Massachusetts Widownia: 18 624 Sędziowie: Monty McCutchen, Bob Delaney, Eddie F. Rush | ESPN |
| 13 maja 20:00 | Raport | Boston wygrywa serię 4-2                                     |                                            |                                                               |  | TD Garden, Boston, Massachusetts Widownia: 18 624 Sędziowie: Monty McCutchen, Bob Delaney, Eddie F. Rush | ESPN |

Wyniki w sezonie zasadniczym
| 27 października 2009 | Raport | Boston Celtics 95 – 89 Cleveland Cavaliers | Boston Celtics 95 – 89 Cleveland Cavaliers | Boston Celtics 95 – 89 Cleveland Cavaliers |  | Quicken Loans Arena, Cleveland, Ohio |

| 25 lutego 2010 | Raport | Cleveland Cavaliers 108 – 88 Boston Celtics | Cleveland Cavaliers 108 – 88 Boston Celtics | Cleveland Cavaliers 108 – 88 Boston Celtics |  | TD Garden, Boston, Massachusetts |

| 14 marca 2010 | Raport | Boston Celtics 93 – 104 Cleveland Cavaliers | Boston Celtics 93 – 104 Cleveland Cavaliers | Boston Celtics 93 – 104 Cleveland Cavaliers |  | Quicken Loans Arena, Cleveland, Ohio |

| 4 kwietnia 2010 | Raport | Cleveland Cavaliers 113 – 117 Boston Celtics | Cleveland Cavaliers 113 – 117 Boston Celtics | Cleveland Cavaliers 113 – 117 Boston Celtics |  | TD Garden, Boston, Massachusetts |

Ostatnie spotkanie w Playoff: Półfinał Konferencji Wschodniej 2008 (Boston zwyciężyli 4-3).

#### (2) Orlando Magic vs. (3) Atlanta Hawks
| 4 maja 20:00 | Raport | Atlanta Hawks 71 – 114 Orlando Magic                            | Atlanta Hawks 71 – 114 Orlando Magic | Atlanta Hawks 71 – 114 Orlando Magic                           |  | Amway Arena, Orlando, Floryda Widownia: 17 461 Sędziowie: Joe DeRosa, Bob Delaney, Tom Washington | TNT |
| 4 maja 20:00 | Raport | Rezultaty w kwartach: 23–25, 10–28, 11–32, 27–29                |                                      |                                                                |  | Amway Arena, Orlando, Floryda Widownia: 17 461 Sędziowie: Joe DeRosa, Bob Delaney, Tom Washington | TNT |
| 4 maja 20:00 | Raport | Pkt: Josh Smith 14 Zb: Johnson, Pachulia 7 As: Bibby, Johnson 3 |                                      | Pkt: Dwight Howard 21 Zb: Dwight Howard 12 As: Jameer Nelson 5 |  | Amway Arena, Orlando, Floryda Widownia: 17 461 Sędziowie: Joe DeRosa, Bob Delaney, Tom Washington | TNT |

| 6 maja 20:00 | Raport | Atlanta Hawks 98 – 112 Orlando Magic                        | Atlanta Hawks 98 – 112 Orlando Magic | Atlanta Hawks 98 – 112 Orlando Magic                           |  | Amway Arena, Orlando, Floryda Widownia: 17 461 Sędziowie: Monty McCutchen, Mike Callahan, Marc Davis | ESPN |
| 6 maja 20:00 | Raport | Rezultaty w kwartach: 27–32, 30–17, 26–35, 15–28            |                                      |                                                                |  | Amway Arena, Orlando, Floryda Widownia: 17 461 Sędziowie: Monty McCutchen, Mike Callahan, Marc Davis | ESPN |
| 6 maja 20:00 | Raport | Pkt: Al Horford 24 Zb: Marvin Williams 11 As: Joe Johnson 5 |                                      | Pkt: Dwight Howard 29 Zb: Dwight Howard 17 As: Lewis, Nelson 6 |  | Amway Arena, Orlando, Floryda Widownia: 17 461 Sędziowie: Monty McCutchen, Mike Callahan, Marc Davis | ESPN |

| 8 maja 17:00 | Raport | Orlando Magic 105 – 75 Atlanta Hawks                           | Orlando Magic 105 – 75 Atlanta Hawks | Orlando Magic 105 – 75 Atlanta Hawks                      |  | Philips Arena, Atlanta, Georgia Widownia: 18 729 Sędziowie: Ed Malloy, Dan Crawford, Eddie F. Rush | ESPN |
| 8 maja 17:00 | Raport | Rezultaty w kwartach: 28–18, 24–15, 27–22, 26–20               |                                      |                                                           |  | Philips Arena, Atlanta, Georgia Widownia: 18 729 Sędziowie: Ed Malloy, Dan Crawford, Eddie F. Rush | ESPN |
| 8 maja 17:00 | Raport | Pkt: Rashard Lewis 22 Zb: Dwight Howard 16 As: Jameer Nelson 4 |                                      | Pkt: Jamal Crawford 22 Zb: Josh Smith 11 As: Al Horford 3 |  | Philips Arena, Atlanta, Georgia Widownia: 18 729 Sędziowie: Ed Malloy, Dan Crawford, Eddie F. Rush | ESPN |

| 10 maja 20:00 | Raport | Orlando Magic 98 – 84 Atlanta Hawks                                  | Orlando Magic 98 – 84 Atlanta Hawks | Orlando Magic 98 – 84 Atlanta Hawks                       |  | Philips Arena, Atlanta, Georgia Widownia: 18 729 Sędziowie: Bennett Salvatore, Bill Spooner, Derrick Stafford | TNT |
| 10 maja 20:00 | Raport | Rezultaty w kwartach: 34–23, 19–22, 22–21, 23–18                     |                                     |                                                           |  | Philips Arena, Atlanta, Georgia Widownia: 18 729 Sędziowie: Bennett Salvatore, Bill Spooner, Derrick Stafford | TNT |
| 10 maja 20:00 | Raport | Pkt: Vince Carter 22 Zb: Ryan Anderson, Howard 8 As: Jameer Nelson 9 |                                     | Pkt: Jamal Crawford 18 Zb: Josh Smith 8 As: Joe Johnson 5 |  | Philips Arena, Atlanta, Georgia Widownia: 18 729 Sędziowie: Bennett Salvatore, Bill Spooner, Derrick Stafford | TNT |
| 10 maja 20:00 | Raport | Orlando wygrywa serię 4-0                                            |                                     |                                                           |  | Philips Arena, Atlanta, Georgia Widownia: 18 729 Sędziowie: Bennett Salvatore, Bill Spooner, Derrick Stafford | TNT |

Wyniki w sezonie zasadniczym
| 26 listopada 2009 | Raport | Orlando Magic 93 – 76 Atlanta Hawks | Orlando Magic 93 – 76 Atlanta Hawks | Orlando Magic 93 – 76 Atlanta Hawks |  | Philips Arena, Atlanta, Georgia |

| 9 stycznia 2010 | Raport | Atlanta Hawks 81 – 113 Orlando Magic | Atlanta Hawks 81 – 113 Orlando Magic | Atlanta Hawks 81 – 113 Orlando Magic |  | Amway Arena, Orlando, Floryda |

| 30 stycznia 2010 | Raport | Atlanta Hawks 86 – 104 Orlando Magic | Atlanta Hawks 86 – 104 Orlando Magic | Atlanta Hawks 86 – 104 Orlando Magic |  | Amway Arena, Orlando, Floryda |

| 24 marca 2010 | Raport | Orlando Magic 84 – 86 Atlanta Hawks | Orlando Magic 84 – 86 Atlanta Hawks | Orlando Magic 84 – 86 Atlanta Hawks |  | Philips Arena, Atlanta, Georgia |

Ostatnie spotkanie w Playoff: Półfinał Konferencji Wschodniej 1996 (Orladno zwyciężyli 4-1).

### Finał Konferencji

#### (2) Orlando Magic vs. (4) Boston Celtics
| 16 maja 15:30 | Raport | Boston Celtics 92 – 88 Orlando Magic                     | Boston Celtics 92 – 88 Orlando Magic | Boston Celtics 92 – 88 Orlando Magic                                          |  | Amway Arena, Orlando, Floryda Widownia: 17 461 Sędziowie: Dan Crawford, Ken Mauer, Michael Smith | ABC |
| 16 maja 15:30 | Raport | Rezultaty w kwartach: 22–14, 19–18, 33–26, 18–30         |                                      |                                                                               |  | Amway Arena, Orlando, Floryda Widownia: 17 461 Sędziowie: Dan Crawford, Ken Mauer, Michael Smith | ABC |
| 16 maja 15:30 | Raport | Pkt: Ray Allen 25 Zb: Kevin Garnett 11 As: Rajon Rondo 8 |                                      | Pkt: Vince Carter 23 Zb: Dwight Howard 12 As: Carter, Howard, Lewis, Nelson 2 |  | Amway Arena, Orlando, Floryda Widownia: 17 461 Sędziowie: Dan Crawford, Ken Mauer, Michael Smith | ABC |

| 18 maja 20:30 | Raport | Boston Celtics 95 – 92 Orlando Magic                      | Boston Celtics 95 – 92 Orlando Magic | Boston Celtics 95 – 92 Orlando Magic                                  |  | Amway Arena, Orlando, Floryda Widownia: 17 461 Sędziowie: Joe DeRosa, Marc Davis, Bill Kennedy | ESPN |
| 18 maja 20:30 | Raport | Rezultaty w kwartach: 27–28, 26–23, 25–19, 17–22          |                                      |                                                                       |  | Amway Arena, Orlando, Floryda Widownia: 17 461 Sędziowie: Joe DeRosa, Marc Davis, Bill Kennedy | ESPN |
| 18 maja 20:30 | Raport | Pkt: Paul Pierce 28 Zb: Kevin Garnett 9 As: Rajon Rondo 8 |                                      | Pkt: Dwight Howard 30 Zb: Dwight Howard 8 As: Lewis, Nelson, Redick 4 |  | Amway Arena, Orlando, Floryda Widownia: 17 461 Sędziowie: Joe DeRosa, Marc Davis, Bill Kennedy | ESPN |

| 22 maja 20:30 | Raport | Orlando Magic 71 – 94 Boston Celtics                                    | Orlando Magic 71 – 94 Boston Celtics | Orlando Magic 71 – 94 Boston Celtics                    |  | TD Garden, Boston, Massachusetts Widownia: 18 624 Sędziowie: Bennett Salvatore, Bill Spooner, Greg Willard | ESPN |
| 22 maja 20:30 | Raport | Rezultaty w kwartach: 12–27, 22–24, 13–24, 24–19                        |                                      |                                                         |  | TD Garden, Boston, Massachusetts Widownia: 18 624 Sędziowie: Bennett Salvatore, Bill Spooner, Greg Willard | ESPN |
| 22 maja 20:30 | Raport | Pkt: Carter, Nelson 15 Zb: Dwight Howard 7 As: Barnes, Carter, Redick 2 |                                      | Pkt: Glen Davis 17 Zb: Paul Pierce 9 As: Rajon Rondo 12 |  | TD Garden, Boston, Massachusetts Widownia: 18 624 Sędziowie: Bennett Salvatore, Bill Spooner, Greg Willard | ESPN |

| 24 maja 20:30 | Raport | Orlando Magic 96 – 92 Boston Celtics                           | Orlando Magic 96 – 92 Boston Celtics | Orlando Magic 96 – 92 Boston Celtics                       | OT | TD Garden, Boston, Massachusetts Widownia: 18 624 Sędziowie: Scott Foster, Bob Delaney, Derrick Stafford | ESPN |
| 24 maja 20:30 | Raport | Rezultaty w kwartach: 31–26, 20–21, 16–21, 19–18 OT: 10–6      |                                      |                                                            | OT | TD Garden, Boston, Massachusetts Widownia: 18 624 Sędziowie: Scott Foster, Bob Delaney, Derrick Stafford | ESPN |
| 24 maja 20:30 | Raport | Pkt: Dwight Howard 32 Zb: Dwight Howard 16 As: Jameer Nelson 9 |                                      | Pkt: Paul Pierce 32 Zb: Kevin Garnett 12 As: Rajon Rondo 8 | OT | TD Garden, Boston, Massachusetts Widownia: 18 624 Sędziowie: Scott Foster, Bob Delaney, Derrick Stafford | ESPN |

| 26 maja 20:30 | Raport | Boston Celtics 92 – 113 Orlando Magic                       | Boston Celtics 92 – 113 Orlando Magic | Boston Celtics 92 – 113 Orlando Magic                             |  | Amway Arena, Orlando, Floryda Widownia: 17 461 Sędziowie: Joe Crawford, Eddie F. Rush, Tom Washington | ESPN |
| 26 maja 20:30 | Raport | Rezultaty w kwartach: 27–31, 22–26, 26–27, 17–29            |                                       |                                                                   |  | Amway Arena, Orlando, Floryda Widownia: 17 461 Sędziowie: Joe Crawford, Eddie F. Rush, Tom Washington | ESPN |
| 26 maja 20:30 | Raport | Pkt: Rasheed Wallace 21 Zb: Kevin Garnett 5 As: Ray Allen 7 |                                       | Pkt: Jameer Nelson 24 Zb: Dwight Howard 10 As: Nelson, Williams 5 |  | Amway Arena, Orlando, Floryda Widownia: 17 461 Sędziowie: Joe Crawford, Eddie F. Rush, Tom Washington | ESPN |

| 28 maja 20:30 | Raport | Orlando Magic 84 – 96 Boston Celtics                           | Orlando Magic 84 – 96 Boston Celtics | Orlando Magic 84 – 96 Boston Celtics                     |  | TD Garden, Boston, Massachusetts Widownia: 18 624 Sędziowie: Monty McCutchen, Mike Callahan, Ken Mauer | ESPN |
| 28 maja 20:30 | Raport | Rezultaty w kwartach: 19–30, 23–25, 19–27, 23–14               |                                      |                                                          |  | TD Garden, Boston, Massachusetts Widownia: 18 624 Sędziowie: Monty McCutchen, Mike Callahan, Ken Mauer | ESPN |
| 28 maja 20:30 | Raport | Pkt: Dwight Howard 28 Zb: Dwight Howard 12 As: Jameer Nelson 4 |                                      | Pkt: Paul Pierce 31 Zb: Paul Pierce 13 As: Rajon Rondo 6 |  | TD Garden, Boston, Massachusetts Widownia: 18 624 Sędziowie: Monty McCutchen, Mike Callahan, Ken Mauer | ESPN |
| 28 maja 20:30 | Raport | Boston wygrywa serię 4-2                                       |                                      |                                                          |  | TD Garden, Boston, Massachusetts Widownia: 18 624 Sędziowie: Monty McCutchen, Mike Callahan, Ken Mauer | ESPN |

Wyniki w sezonie zasadniczym
| 20 listopada 2009 | Raport | Orlando Magic 83 – 78 Boston Celtics | Orlando Magic 83 – 78 Boston Celtics | Orlando Magic 83 – 78 Boston Celtics |  | TD Garden, Boston, Massachusetts |

| 25 grudnia 2009 | Raport | Boston Celtics 86 – 77 Orlando Magic | Boston Celtics 86 – 77 Orlando Magic | Boston Celtics 86 – 77 Orlando Magic |  | Amway Arena, Orlando, Floryda |

| 28 stycznia 2010 | Raport | Boston Celtics 94 – 96 Orlando Magic | Boston Celtics 94 – 96 Orlando Magic | Boston Celtics 94 – 96 Orlando Magic |  | Amway Arena, Orlando, Floryda |

| 7 lutego 2010 | Raport | Orlando Magic 96 – 89 Boston Celtics | Orlando Magic 96 – 89 Boston Celtics | Orlando Magic 96 – 89 Boston Celtics |  | TD Garden, Boston, Massachusetts |

Ostatnie spotkanie w Playoff: Półfinał Konferencji Wschodniej 2009 (Orladno zwyciężyli 4-3).

## Konferencja Zachodnia

### Pierwsza runda

#### (1) Los Angeles Lakers vs. (8) Oklahoma City Thunder
| 18 kwietnia 15:00 | Raport | Oklahoma City Thunder 79 – 87 Los Angeles Lakers                 | Oklahoma City Thunder 79 – 87 Los Angeles Lakers | Oklahoma City Thunder 79 – 87 Los Angeles Lakers         |  | Staples Center, Los Angeles, Kalifornia Widownia: 18 997 Sędziowie: Monty McCutchen, Jason Phillips, Tom Washington | ABC |
| 18 kwietnia 15:00 | Raport | Rezultaty w kwartach: 13–27, 26–20, 17–17, 23–23                 |                                                  |                                                          |  | Staples Center, Los Angeles, Kalifornia Widownia: 18 997 Sędziowie: Monty McCutchen, Jason Phillips, Tom Washington | ABC |
| 18 kwietnia 15:00 | Raport | Pkt: Kevin Durant 24 Zb: Nick Collison 8 As: Russell Westbrook 8 |                                                  | Pkt: Kobe Bryant 21 Zb: Pau Gasol 13 As: Bryant, Gasol 3 |  | Staples Center, Los Angeles, Kalifornia Widownia: 18 997 Sędziowie: Monty McCutchen, Jason Phillips, Tom Washington | ABC |

| 20 kwietnia 22:30 | Raport | Oklahoma City Thunder 92 – 95 Los Angeles Lakers                   | Oklahoma City Thunder 92 – 95 Los Angeles Lakers | Oklahoma City Thunder 92 – 95 Los Angeles Lakers        |  | Staples Center, Los Angeles, Kalifornia Widownia: 18 997 Sędziowie: Derrick Stafford, Scott Foster, Zach Zarba | TNT |
| 20 kwietnia 22:30 | Raport | Rezultaty w kwartach: 18–26, 29–19, 22–28, 23–22                   |                                                  |                                                         |  | Staples Center, Los Angeles, Kalifornia Widownia: 18 997 Sędziowie: Derrick Stafford, Scott Foster, Zach Zarba | TNT |
| 20 kwietnia 22:30 | Raport | Pkt: Kevin Durant 32 Zb: Kevin Durant 8 As: Sefolosha, Westbrook 3 |                                                  | Pkt: Kobe Bryant 39 Zb: Pau Gasol 12 As: Derek Fisher 6 |  | Staples Center, Los Angeles, Kalifornia Widownia: 18 997 Sędziowie: Derrick Stafford, Scott Foster, Zach Zarba | TNT |

| 22 kwietnia 21:30 | Raport | Los Angeles Lakers 96 – 101 Oklahoma City Thunder      | Los Angeles Lakers 96 – 101 Oklahoma City Thunder | Los Angeles Lakers 96 – 101 Oklahoma City Thunder                |  | Chesapeake Energy Arena, Oklahoma City, Oklahoma Widownia: 18 342 Sędziowie: Joe Crawford, Sean Wright, Marc Davis | TNT |
| 22 kwietnia 21:30 | Raport | Rezultaty w kwartach: 27–22, 23–21, 25–31, 21–27       |                                                   |                                                                  |  | Chesapeake Energy Arena, Oklahoma City, Oklahoma Widownia: 18 342 Sędziowie: Joe Crawford, Sean Wright, Marc Davis | TNT |
| 22 kwietnia 21:30 | Raport | Pkt: Kobe Bryant 24 Zb: Pau Gasol 15 As: Kobe Bryant 8 |                                                   | Pkt: Kevin Durant 29 Zb: Kevin Durant 19 As: Durant, Westbrook 4 |  | Chesapeake Energy Arena, Oklahoma City, Oklahoma Widownia: 18 342 Sędziowie: Joe Crawford, Sean Wright, Marc Davis | TNT |

| 24 kwietnia 21:30 | Raport | Los Angeles Lakers 89 – 110 Oklahoma City Thunder          | Los Angeles Lakers 89 – 110 Oklahoma City Thunder | Los Angeles Lakers 89 – 110 Oklahoma City Thunder             |  | Chesapeake Energy Arena, Oklahoma City, Oklahoma Widownia: 18 342 Sędziowie: Joe DeRosa, Sean Corbin, Michael Smith | ESPN |
| 24 kwietnia 21:30 | Raport | Rezultaty w kwartach: 17–29, 25–26, 22–31, 25–24           |                                                   |                                                               |  | Chesapeake Energy Arena, Oklahoma City, Oklahoma Widownia: 18 342 Sędziowie: Joe DeRosa, Sean Corbin, Michael Smith | ESPN |
| 24 kwietnia 21:30 | Raport | Pkt: Bynum, Gasol 13 Zb: Andrew Bynum 10 As: Kobe Bryant 4 |                                                   | Pkt: Kevin Durant 22 Zb: Jeff Green 9 As: Russell Westbrook 6 |  | Chesapeake Energy Arena, Oklahoma City, Oklahoma Widownia: 18 342 Sędziowie: Joe DeRosa, Sean Corbin, Michael Smith | ESPN |

| 27 kwietnia 22:30 | Raport | Oklahoma City Thunder 87 – 111 Los Angeles Lakers              | Oklahoma City Thunder 87 – 111 Los Angeles Lakers | Oklahoma City Thunder 87 – 111 Los Angeles Lakers       |  | Staples Center, Los Angeles, Kalifornia Widownia: 18 997 Sędziowie: Dan Crawford, Bob Delaney, Leon Wood | TNT |
| 27 kwietnia 22:30 | Raport | Rezultaty w kwartach: 16–31, 18–24, 26–33, 27–23               |                                                   |                                                         |  | Staples Center, Los Angeles, Kalifornia Widownia: 18 997 Sędziowie: Dan Crawford, Bob Delaney, Leon Wood | TNT |
| 27 kwietnia 22:30 | Raport | Pkt: Kevin Durant 17 Zb: Serge Ibaka 9 As: Russell Westbrook 6 |                                                   | Pkt: Pau Gasol 25 Zb: Bynum, Gasol 11 As: Kobe Bryant 7 |  | Staples Center, Los Angeles, Kalifornia Widownia: 18 997 Sędziowie: Dan Crawford, Bob Delaney, Leon Wood | TNT |

| 30 kwietnia 21:30 | Raport | Los Angeles Lakers 95 – 94 Oklahoma City Thunder        | Los Angeles Lakers 95 – 94 Oklahoma City Thunder | Los Angeles Lakers 95 – 94 Oklahoma City Thunder                 |  | Chesapeake Energy Arena, Oklahoma City, Oklahoma Widownia: 18 342 Sędziowie: Ken Mauer, Bill Kennedy, Greg Willard | ESPN |
| 30 kwietnia 21:30 | Raport | Rezultaty w kwartach: 26–27, 27–20, 23–26, 19–21        |                                                  |                                                                  |  | Chesapeake Energy Arena, Oklahoma City, Oklahoma Widownia: 18 342 Sędziowie: Ken Mauer, Bill Kennedy, Greg Willard | ESPN |
| 30 kwietnia 21:30 | Raport | Pkt: Kobe Bryant 32 Zb: Pau Gasol 18 As: Derek Fisher 6 |                                                  | Pkt: Kevin Durant 26 Zb: Nenad Krstić 11 As: Russell Westbrook 9 |  | Chesapeake Energy Arena, Oklahoma City, Oklahoma Widownia: 18 342 Sędziowie: Ken Mauer, Bill Kennedy, Greg Willard | ESPN |
| 30 kwietnia 21:30 | Raport | L.A Lakers wygrywa serię 4-2                            |                                                  |                                                                  |  | Chesapeake Energy Arena, Oklahoma City, Oklahoma Widownia: 18 342 Sędziowie: Ken Mauer, Bill Kennedy, Greg Willard | ESPN |

Wyniki w sezonie zasadniczym
| 3 listopada 2009 | Raport | Los Angeles Lakers 101 – 98 Oklahoma City Thunder | Los Angeles Lakers 101 – 98 Oklahoma City Thunder | Los Angeles Lakers 101 – 98 Oklahoma City Thunder |  | Chesapeake Energy Arena, Oklahoma City, Oklahoma |

| 22 listopada 2009 | Raport | Oklahoma City Thunder 85 – 101 Los Angeles Lakers | Oklahoma City Thunder 85 – 101 Los Angeles Lakers | Oklahoma City Thunder 85 – 101 Los Angeles Lakers |  | Staples Center, Los Angeles, Kalifornia |

| 22 grudnia 2009 | Raport | Oklahoma City Thunder 108 – 111 Los Angeles Lakers | Oklahoma City Thunder 108 – 111 Los Angeles Lakers | Oklahoma City Thunder 108 – 111 Los Angeles Lakers |  | Staples Center, Los Angeles, Kalifornia |

| 26 marca 2010 | Raport | Los Angeles Lakers 75 – 91 Oklahoma City Thunder | Los Angeles Lakers 75 – 91 Oklahoma City Thunder | Los Angeles Lakers 75 – 91 Oklahoma City Thunder |  | Chesapeake Energy Arena, Oklahoma City, Oklahoma |

Ostatnie spotkanie w Playoff: Półfinał Konferencji Zachodniej 1998 (L.A Lakers zwyciężyli 4-1 z Seattle poprzednikiem Oklahoma City).

#### (2) Dallas Mavericks vs. (7) San Antonio Spurs
| 18 kwietnia 20:00 | Raport | San Antonio Spurs 94 – 100 Dallas Mavericks                  | San Antonio Spurs 94 – 100 Dallas Mavericks | San Antonio Spurs 94 – 100 Dallas Mavericks                  |  | American Airlines Center, Dallas, Teksas Widownia: 20 372 Sędziowie: Bennett Salvatore, Michael Smith, Bill Kennedy | TNT |
| 18 kwietnia 20:00 | Raport | Rezultaty w kwartach: 18–23, 27–27, 24–26, 25–24             |                                             |                                                              |  | American Airlines Center, Dallas, Teksas Widownia: 20 372 Sędziowie: Bennett Salvatore, Michael Smith, Bill Kennedy | TNT |
| 18 kwietnia 20:00 | Raport | Pkt: Tim Duncan 27 Zb: Duncan, McDyess 8 As: Manu Ginóbili 6 |                                             | Pkt: Dirk Nowitzki 36 Zb: Erick Dampier 12 As: Jason Kidd 11 |  | American Airlines Center, Dallas, Teksas Widownia: 20 372 Sędziowie: Bennett Salvatore, Michael Smith, Bill Kennedy | TNT |

| 21 kwietnia 21:30 | Raport | San Antonio Spurs 102 – 88 Dallas Mavericks            | San Antonio Spurs 102 – 88 Dallas Mavericks | San Antonio Spurs 102 – 88 Dallas Mavericks               |  | American Airlines Center, Dallas, Teksas Widownia: 20 728 Sędziowie: Ken Mauer, James Capers, Mike Callahan | TNT |
| 21 kwietnia 21:30 | Raport | Rezultaty w kwartach: 24–20, 34–26, 24–26, 20–16       |                                             |                                                           |  | American Airlines Center, Dallas, Teksas Widownia: 20 728 Sędziowie: Ken Mauer, James Capers, Mike Callahan | TNT |
| 21 kwietnia 21:30 | Raport | Pkt: Tim Duncan 25 Zb: Tim Duncan 17 As: Tony Parker 8 |                                             | Pkt: Jason Terry 27 Zb: Dirk Nowitzki 10 As: Jason Kidd 8 |  | American Airlines Center, Dallas, Teksas Widownia: 20 728 Sędziowie: Ken Mauer, James Capers, Mike Callahan | TNT |

| 23 kwietnia 21:30 | Raport | Dallas Mavericks 90 – 94 San Antonio Spurs                  | Dallas Mavericks 90 – 94 San Antonio Spurs | Dallas Mavericks 90 – 94 San Antonio Spurs                   |  | AT&T Center, San Antonio, Teksas Sędziowie: Dick Bavetta, Dan Crawford, Rodney Mott | ESPN |
| 23 kwietnia 21:30 | Raport | Rezultaty w kwartach: 16–23, 28–24, 26–19, 20–28            |                                            |                                                              |  | AT&T Center, San Antonio, Teksas Sędziowie: Dick Bavetta, Dan Crawford, Rodney Mott | ESPN |
| 23 kwietnia 21:30 | Raport | Pkt: Dirk Nowitzki 35 Zb: Kidd, Nowitzki 7 As: Jason Kidd 5 |                                            | Pkt: Tim Duncan 25 Zb: Antonio McDyess 6 As: Manu Ginóbili 7 |  | AT&T Center, San Antonio, Teksas Sędziowie: Dick Bavetta, Dan Crawford, Rodney Mott | ESPN |

| 25 kwietnia 19:00 | Raport | Dallas Mavericks 89 – 92 San Antonio Spurs                     | Dallas Mavericks 89 – 92 San Antonio Spurs | Dallas Mavericks 89 – 92 San Antonio Spurs                |  | AT&T Center, San Antonio, Teksas Widownia: 18 581 Sędziowie: Bob Delaney, David Jones, Scott Foster | TNT |
| 25 kwietnia 19:00 | Raport | Rezultaty w kwartach: 17–20, 31–17, 11–29, 30–26               |                                            |                                                           |  | AT&T Center, San Antonio, Teksas Widownia: 18 581 Sędziowie: Bob Delaney, David Jones, Scott Foster | TNT |
| 25 kwietnia 19:00 | Raport | Pkt: Butler, Nowitzki 17 Zb: Dirk Nowitzki 11 As: Jason Kidd 5 |                                            | Pkt: George Hill 29 Zb: Tim Duncan 11 As: Manu Ginóbili 7 |  | AT&T Center, San Antonio, Teksas Widownia: 18 581 Sędziowie: Bob Delaney, David Jones, Scott Foster | TNT |

| 27 kwietnia 21:30 | Raport | San Antonio Spurs 81 – 103 Dallas Mavericks              | San Antonio Spurs 81 – 103 Dallas Mavericks | San Antonio Spurs 81 – 103 Dallas Mavericks               |  | American Airlines Center, Dallas, Teksas Widownia: 20 728 Sędziowie: Monty McCutchen, Pat Fraher, Greg Willard | NBA TV |
| 27 kwietnia 21:30 | Raport | Rezultaty w kwartach: 21–27, 25–26, 18–29, 17–21         |                                             |                                                           |  | American Airlines Center, Dallas, Teksas Widownia: 20 728 Sędziowie: Monty McCutchen, Pat Fraher, Greg Willard | NBA TV |
| 27 kwietnia 21:30 | Raport | Pkt: Tony Parker 18 Zb: DeJuan Blair 8 As: Tony Parker 6 |                                             | Pkt: Caron Butler 35 Zb: Caron Butler 11 As: Jason Kidd 7 |  | American Airlines Center, Dallas, Teksas Widownia: 20 728 Sędziowie: Monty McCutchen, Pat Fraher, Greg Willard | NBA TV |

| 29 kwietnia 20:00 | Raport | Dallas Mavericks 87 – 97 San Antonio Spurs              | Dallas Mavericks 87 – 97 San Antonio Spurs | Dallas Mavericks 87 – 97 San Antonio Spurs                |  | AT&T Center, San Antonio, Teksas Widownia: 18 581 Sędziowie: Eddie F. Rush, Bill Spooner, Tom Washington | TNT |
| 29 kwietnia 20:00 | Raport | Rezultaty w kwartach: 8–22, 26–25, 29–23, 24–27         |                                            |                                                           |  | AT&T Center, San Antonio, Teksas Widownia: 18 581 Sędziowie: Eddie F. Rush, Bill Spooner, Tom Washington | TNT |
| 29 kwietnia 20:00 | Raport | Pkt: Dirk Nowitzki 33 Zb: Jason Kidd 8 As: Jason Kidd 6 |                                            | Pkt: Manu Ginóbili 26 Zb: Tim Duncan 10 As: Tony Parker 8 |  | AT&T Center, San Antonio, Teksas Widownia: 18 581 Sędziowie: Eddie F. Rush, Bill Spooner, Tom Washington | TNT |
| 29 kwietnia 20:00 | Raport | San Antonio wygrywa serię 4-2                           |                                            |                                                           |  | AT&T Center, San Antonio, Teksas Widownia: 18 581 Sędziowie: Eddie F. Rush, Bill Spooner, Tom Washington | TNT |

Wyniki w sezonie zasadniczym
| 11 listopada 2009 | Raport | Dallas Mavericks 83 – 92 San Antonio Spurs | Dallas Mavericks 83 – 92 San Antonio Spurs | Dallas Mavericks 83 – 92 San Antonio Spurs |  | AT&T Center, San Antonio, Teksas |

| 18 listopada 2009 | Raport | San Antonio Spurs 94 – 99 Dallas Mavericks | San Antonio Spurs 94 – 99 Dallas Mavericks | San Antonio Spurs 94 – 99 Dallas Mavericks |  | American Airlines Center, Dallas, Teksas |

| 8 stycznia 2010 | Raport | Dallas Mavericks 112 – 103 San Antonio Spurs | Dallas Mavericks 112 – 103 San Antonio Spurs | Dallas Mavericks 112 – 103 San Antonio Spurs |  | AT&T Center, San Antonio, Teksas |

| 14 kwietnia 2010 | Raport | San Antonio Spurs 89 – 96 Dallas Mavericks | San Antonio Spurs 89 – 96 Dallas Mavericks | San Antonio Spurs 89 – 96 Dallas Mavericks |  | American Airlines Center, Dallas, Teksas |

Ostatnie spotkanie w Playoff: Pierwsza Runda Konferencji Zachodniej 2009 (Dallas zwyciężyli 4-1).

#### (3) Phoenix Suns vs. (6) Portland Trail Blazers
| 18 kwietnia 22:30 | Raport | Portland Trail Blazers 105 – 100 Phoenix Suns               | Portland Trail Blazers 105 – 100 Phoenix Suns | Portland Trail Blazers 105 – 100 Phoenix Suns               |  | US Airways Center, Phoenix, Arizona Widownia: 18 422 Sędziowie: Scott Foster, James Capers, Derrick Stafford | TNT |
| 18 kwietnia 22:30 | Raport | Rezultaty w kwartach: 25–24, 19–19, 26–29, 35–28            |                                               |                                                             |  | US Airways Center, Phoenix, Arizona Widownia: 18 422 Sędziowie: Scott Foster, James Capers, Derrick Stafford | TNT |
| 18 kwietnia 22:30 | Raport | Pkt: Andre Miller 31 Zb: Marcus Camby 17 As: Andre Miller 8 |                                               | Pkt: Steve Nash 25 Zb: Jason Richardson 10 As: Steve Nash 9 |  | US Airways Center, Phoenix, Arizona Widownia: 18 422 Sędziowie: Scott Foster, James Capers, Derrick Stafford | TNT |

| 20 kwietnia 22:00 | Raport | Portland Trail Blazers 90 – 119 Phoenix Suns                   | Portland Trail Blazers 90 – 119 Phoenix Suns | Portland Trail Blazers 90 – 119 Phoenix Suns                |  | US Airways Center, Phoenix, Arizona Widownia: 18 422 Sędziowie: Monty McCutchen, Tom Washington, Greg Willard | NBA TV |
| 20 kwietnia 22:00 | Raport | Rezultaty w kwartach: 26–32, 23–31, 19–31, 22–25               |                                              |                                                             |  | US Airways Center, Phoenix, Arizona Widownia: 18 422 Sędziowie: Monty McCutchen, Tom Washington, Greg Willard | NBA TV |
| 20 kwietnia 22:00 | Raport | Pkt: Martell Webster 16 Zb: Marcus Camby 10 As: Andre Miller 3 |                                              | Pkt: Jason Richardson 29 Zb: Grant Hill 8 As: Steve Nash 16 |  | US Airways Center, Phoenix, Arizona Widownia: 18 422 Sędziowie: Monty McCutchen, Tom Washington, Greg Willard | NBA TV |

| 22 kwietnia 22:00 | Raport | Phoenix Suns 108 – 89 Portland Trail Blazers                      | Phoenix Suns 108 – 89 Portland Trail Blazers | Phoenix Suns 108 – 89 Portland Trail Blazers                     |  | Rose Garden Arena, Portland, Oregon Widownia: 20 271 Sędziowie: Joe DeRosa, Pat Fraher, Bill Kennedy | NBA TV |
| 22 kwietnia 22:00 | Raport | Rezultaty w kwartach: 34–16, 32–21, 15–23, 27–29                  |                                              |                                                                  |  | Rose Garden Arena, Portland, Oregon Widownia: 20 271 Sędziowie: Joe DeRosa, Pat Fraher, Bill Kennedy | NBA TV |
| 22 kwietnia 22:00 | Raport | Pkt: Jason Richardson 42 Zb: Jason Richardson 8 As: Steve Nash 10 |                                              | Pkt: LaMarcus Aldridge 17 Zb: Marcus Camby 10 As: Andre Miller 9 |  | Rose Garden Arena, Portland, Oregon Widownia: 20 271 Sędziowie: Joe DeRosa, Pat Fraher, Bill Kennedy | NBA TV |

| 24 kwietnia 16:30 | Raport | Phoenix Suns 87 – 96 Portland Trail Blazers                  | Phoenix Suns 87 – 96 Portland Trail Blazers | Phoenix Suns 87 – 96 Portland Trail Blazers                           |  | Rose Garden Arena, Portland, Oregon Widownia: 20 151 Sędziowie: Eddie F. Rush, Derrick Collins, Ron Garretson | TNT |
| 24 kwietnia 16:30 | Raport | Rezultaty w kwartach: 27–26, 23–28, 22–20, 15–22             |                                             |                                                                       |  | Rose Garden Arena, Portland, Oregon Widownia: 20 151 Sędziowie: Eddie F. Rush, Derrick Collins, Ron Garretson | TNT |
| 24 kwietnia 16:30 | Raport | Pkt: Amar’e Stoudemire 26 Zb: Grant Hill 12 As: Steve Nash 8 |                                             | Pkt: LaMarcus Aldridge 31 Zb: LaMarcus Aldridge 11 As: Andre Miller 8 |  | Rose Garden Arena, Portland, Oregon Widownia: 20 151 Sędziowie: Eddie F. Rush, Derrick Collins, Ron Garretson | TNT |

| 26 kwietnia 22:30 | Raport | Portland Trail Blazers 88 – 107 Phoenix Suns                | Portland Trail Blazers 88 – 107 Phoenix Suns | Portland Trail Blazers 88 – 107 Phoenix Suns                   |  | US Airways Center, Phoenix, Arizona Widownia: 18 422 Sędziowie: Joe Crawford, Jason Phillips, Bill Spooner | TNT |
| 26 kwietnia 22:30 | Raport | Rezultaty w kwartach: 28–27, 19–30, 19–27, 22–23            |                                              |                                                                |  | US Airways Center, Phoenix, Arizona Widownia: 18 422 Sędziowie: Joe Crawford, Jason Phillips, Bill Spooner | TNT |
| 26 kwietnia 22:30 | Raport | Pkt: Andre Miller 21 Zb: Marcus Camby 11 As: Marcus Camby 5 |                                              | Pkt: Channing Frye 20 Zb: Frye, Richardson 8 As: Steve Nash 10 |  | US Airways Center, Phoenix, Arizona Widownia: 18 422 Sędziowie: Joe Crawford, Jason Phillips, Bill Spooner | TNT |

| 29 kwietnia 22:30 | Raport | Phoenix Suns 99 – 90 Portland Trail Blazers                 | Phoenix Suns 99 – 90 Portland Trail Blazers | Phoenix Suns 99 – 90 Portland Trail Blazers                          |  | Rose Garden Arena, Portland, Oregon Widownia: 20 313 Sędziowie: Sean Corbin, Bob Delaney, Dan Crawford | TNT |
| 29 kwietnia 22:30 | Raport | Rezultaty w kwartach: 24–17, 29–24, 21–24, 25–25            |                                             |                                                                      |  | Rose Garden Arena, Portland, Oregon Widownia: 20 313 Sędziowie: Sean Corbin, Bob Delaney, Dan Crawford | TNT |
| 29 kwietnia 22:30 | Raport | Pkt: Jason Richardson 28 Zb: Grant Hill 12 As: Steve Nash 6 |                                             | Pkt: Martell Webster 19 Zb: LaMarcus Aldridge 9 As: Jerryd Bayless 7 |  | Rose Garden Arena, Portland, Oregon Widownia: 20 313 Sędziowie: Sean Corbin, Bob Delaney, Dan Crawford | TNT |
| 29 kwietnia 22:30 | Raport | Phoenix wygrywa serię 4-2                                   |                                             |                                                                      |  | Rose Garden Arena, Portland, Oregon Widownia: 20 313 Sędziowie: Sean Corbin, Bob Delaney, Dan Crawford | TNT |

Wyniki w sezonie zasadniczym
| 17 grudnia 2009 | Raport | Phoenix Suns 102 – 105 Portland Trail Blazers | Phoenix Suns 102 – 105 Portland Trail Blazers | Phoenix Suns 102 – 105 Portland Trail Blazers |  | Rose Garden Arena, Portland, Oregon |

| 10 lutego 2010 | Raport | Portland Trail Blazers 108 – 101 Phoenix Suns | Portland Trail Blazers 108 – 101 Phoenix Suns | Portland Trail Blazers 108 – 101 Phoenix Suns |  | US Airways Center, Phoenix, Arizona |

| 21 marca 2010 | Raport | Portland Trail Blazers 87 – 93 Phoenix Suns | Portland Trail Blazers 87 – 93 Phoenix Suns | Portland Trail Blazers 87 – 93 Phoenix Suns |  | US Airways Center, Phoenix, Arizona |

Ostatnie spotkanie w Playoff: Pierwsza Runda Konferencji Wschodniej 1999 (Portland zwyciężyli 3-0).

#### (4) Denver Nuggets vs. (5) Utah Jazz
| 17 kwietnia 22:30 | Raport | Utah Jazz 113 – 126 Denver Nuggets                               | Utah Jazz 113 – 126 Denver Nuggets | Utah Jazz 113 – 126 Denver Nuggets                                  |  | Pepsi Center, Denver, Kolorado Widownia: 19 155 Sędziowie: Joe Crawford, Greg Willard, Zach Zarba | ESPN |
| 17 kwietnia 22:30 | Raport | Rezultaty w kwartach: 28–30, 28–27, 30–31, 27–38                 |                                    |                                                                     |  | Pepsi Center, Denver, Kolorado Widownia: 19 155 Sędziowie: Joe Crawford, Greg Willard, Zach Zarba | ESPN |
| 17 kwietnia 22:30 | Raport | Pkt: Deron Williams 26 Zb: Paul Millsap 10 As: Deron Williams 11 |                                    | Pkt: Carmelo Anthony 42 Zb: Kenyon Martin 12 As: Chauncey Billups 8 |  | Pepsi Center, Denver, Kolorado Widownia: 19 155 Sędziowie: Joe Crawford, Greg Willard, Zach Zarba | ESPN |

| 19 kwietnia 22:30 | Raport | Utah Jazz 114 – 111 Denver Nuggets                                | Utah Jazz 114 – 111 Denver Nuggets | Utah Jazz 114 – 111 Denver Nuggets                                         |  | Pepsi Center, Denver, Kolorado Widownia: 19 155 Sędziowie: Ken Mauer, Bill Spooner, Leon Wood | TNT |
| 19 kwietnia 22:30 | Raport | Rezultaty w kwartach: 33–30, 30–21, 25–31, 26–29                  |                                    |                                                                            |  | Pepsi Center, Denver, Kolorado Widownia: 19 155 Sędziowie: Ken Mauer, Bill Spooner, Leon Wood | TNT |
| 19 kwietnia 22:30 | Raport | Pkt: Deron Williams 33 Zb: Carlos Boozer 14 As: Deron Williams 14 |                                    | Pkt: Carmelo Anthony 32 Zb: Anthony, Nenê, Smith 6 As: Chauncey Billups 11 |  | Pepsi Center, Denver, Kolorado Widownia: 19 155 Sędziowie: Ken Mauer, Bill Spooner, Leon Wood | TNT |

| 23 kwietnia 22:30 | Raport | Denver Nuggets 93 – 105 Utah Jazz                                   | Denver Nuggets 93 – 105 Utah Jazz | Denver Nuggets 93 – 105 Utah Jazz                                |  | EnergySolutions Arena, Salt Lake City, Utah Widownia: 19 911 Sędziowie: David Jones, Mike Callahan, Scott Foster | ESPN2 |
| 23 kwietnia 22:30 | Raport | Rezultaty w kwartach: 27–21, 21–31, 20–32, 25–21                    |                                   |                                                                  |  | EnergySolutions Arena, Salt Lake City, Utah Widownia: 19 911 Sędziowie: David Jones, Mike Callahan, Scott Foster | ESPN2 |
| 23 kwietnia 22:30 | Raport | Pkt: Anthony, Billups 25 Zb: Kenyon Martin 13 As: Billups, Carter 3 |                                   | Pkt: Deron Williams 24 Zb: Paul Millsap 19 As: Deron Williams 10 |  | EnergySolutions Arena, Salt Lake City, Utah Widownia: 19 911 Sędziowie: David Jones, Mike Callahan, Scott Foster | ESPN2 |

| 25 kwietnia 21:30 | Raport | Denver Nuggets 106 – 117 Utah Jazz                                  | Denver Nuggets 106 – 117 Utah Jazz | Denver Nuggets 106 – 117 Utah Jazz                               |  | EnergySolutions Arena, Salt Lake City, Utah Widownia: 19 911 Sędziowie: Dan Crawford, Dick Bavetta, Pat Fraher | TNT |
| 25 kwietnia 21:30 | Raport | Rezultaty w kwartach: 25–31, 20–23, 23–32, 38–31                    |                                    |                                                                  |  | EnergySolutions Arena, Salt Lake City, Utah Widownia: 19 911 Sędziowie: Dan Crawford, Dick Bavetta, Pat Fraher | TNT |
| 25 kwietnia 21:30 | Raport | Pkt: Carmelo Anthony 39 Zb: Anthony, Nenê 11 As: Chauncey Billups 4 |                                    | Pkt: Carlos Boozer 31 Zb: Carlos Boozer 13 As: Deron Williams 13 |  | EnergySolutions Arena, Salt Lake City, Utah Widownia: 19 911 Sędziowie: Dan Crawford, Dick Bavetta, Pat Fraher | TNT |

| 28 kwietnia 22:30 | Raport | Utah Jazz 102 – 116 Denver Nuggets                                | Utah Jazz 102 – 116 Denver Nuggets | Utah Jazz 102 – 116 Denver Nuggets                                 |  | Pepsi Center, Denver, Kolorado Widownia: 19 155 Sędziowie: Bennett Salvatore, Ron Garretson, Ed Malloy | TNT |
| 28 kwietnia 22:30 | Raport | Rezultaty w kwartach: 27–25, 25–25, 29–36, 21–30                  |                                    |                                                                    |  | Pepsi Center, Denver, Kolorado Widownia: 19 155 Sędziowie: Bennett Salvatore, Ron Garretson, Ed Malloy | TNT |
| 28 kwietnia 22:30 | Raport | Pkt: Deron Williams 34 Zb: Carlos Boozer 16 As: Deron Williams 10 |                                    | Pkt: Carmelo Anthony 26 Zb: Carmelo Anthony 11 As: Billups, Nenê 4 |  | Pepsi Center, Denver, Kolorado Widownia: 19 155 Sędziowie: Bennett Salvatore, Ron Garretson, Ed Malloy | TNT |

| 30 kwietnia 22:00 | Raport | Denver Nuggets 104 – 112 Utah Jazz                                     | Denver Nuggets 104 – 112 Utah Jazz | Denver Nuggets 104 – 112 Utah Jazz                                 |  | EnergySolutions Arena, Salt Lake City, Utah Widownia: 19 911 Sędziowie: Joe DeRosa, Marc Davis, Derrick Stafford | ESPN2 |
| 30 kwietnia 22:00 | Raport | Rezultaty w kwartach: 23–32, 31–24, 26–27, 24–29                       |                                    |                                                                    |  | EnergySolutions Arena, Salt Lake City, Utah Widownia: 19 911 Sędziowie: Joe DeRosa, Marc Davis, Derrick Stafford | ESPN2 |
| 30 kwietnia 22:00 | Raport | Pkt: Chauncey Billups 30 Zb: Carmelo Anthony 12 As: Chauncey Billups 8 |                                    | Pkt: Wesley Matthews 23 Zb: Carlos Boozer 20 As: Deron Williams 10 |  | EnergySolutions Arena, Salt Lake City, Utah Widownia: 19 911 Sędziowie: Joe DeRosa, Marc Davis, Derrick Stafford | ESPN2 |
| 30 kwietnia 22:00 | Raport | Utah wygrywa serię 4-2                                                 |                                    |                                                                    |  | EnergySolutions Arena, Salt Lake City, Utah Widownia: 19 911 Sędziowie: Joe DeRosa, Marc Davis, Derrick Stafford | ESPN2 |

Wyniki w sezonie zasadniczym
| 28 października 2009 | Raport | Utah Jazz 105 – 113 Denver Nuggets | Utah Jazz 105 – 113 Denver Nuggets | Utah Jazz 105 – 113 Denver Nuggets |  | Pepsi Center, Denver, Kolorado |

| 2 stycznia 2010 | Raport | Denver Nuggets 105 – 95 Utah Jazz | Denver Nuggets 105 – 95 Utah Jazz | Denver Nuggets 105 – 95 Utah Jazz |  | EnergySolutions Arena, Salt Lake City, Utah |

| 17 stycznia 2010 | Raport | Utah Jazz 111 – 119 Denver Nuggets | Utah Jazz 111 – 119 Denver Nuggets | Utah Jazz 111 – 119 Denver Nuggets |  | Pepsi Center, Denver, Kolorado |

| 6 lutego 2010 | Raport | Denver Nuggets 106 – 116 Utah Jazz | Denver Nuggets 106 – 116 Utah Jazz | Denver Nuggets 106 – 116 Utah Jazz |  | EnergySolutions Arena, Salt Lake City, Utah |

Ostatnie spotkanie w Playoff: Półfinał Konferencji Zachodniej 1994 (Utah zwyciężyli 4-3).

### Półfinały Konferencji

#### (1) Los Angeles Lakers vs. (5) Utah Jazz
| 2 maja 15:30 | Raport | Utah Jazz 99 – 104 Los Angeles Lakers                            | Utah Jazz 99 – 104 Los Angeles Lakers | Utah Jazz 99 – 104 Los Angeles Lakers                      |  | Staples Center, Los Angeles, Kalifornia Widownia: 18 997 Sędziowie: Monty McCutchen, Mike Callahan, James Capers | ABC |
| 2 maja 15:30 | Raport | Rezultaty w kwartach: 23–30, 22–23, 28–28, 26–23                 |                                       |                                                            |  | Staples Center, Los Angeles, Kalifornia Widownia: 18 997 Sędziowie: Monty McCutchen, Mike Callahan, James Capers | ABC |
| 2 maja 15:30 | Raport | Pkt: Deron Williams 24 Zb: Carlos Boozer 12 As: Deron Williams 8 |                                       | Pkt: Kobe Bryant 31 Zb: Gasol, Odom 12 As: Bryant, Gasol 4 |  | Staples Center, Los Angeles, Kalifornia Widownia: 18 997 Sędziowie: Monty McCutchen, Mike Callahan, James Capers | ABC |

| 4 maja 22:30 | Raport | Utah Jazz 103 – 111 Los Angeles Lakers                         | Utah Jazz 103 – 111 Los Angeles Lakers | Utah Jazz 103 – 111 Los Angeles Lakers                   |  | Staples Center, Los Angeles, Kalifornia Widownia: 18 997 Sędziowie: Scott Foster, Tony Brothers, Sean Corbin | TNT |
| 4 maja 22:30 | Raport | Rezultaty w kwartach: 23–27, 23–31, 31–29, 26–24               |                                        |                                                          |  | Staples Center, Los Angeles, Kalifornia Widownia: 18 997 Sędziowie: Scott Foster, Tony Brothers, Sean Corbin | TNT |
| 4 maja 22:30 | Raport | Pkt: Paul Millsap 26 Zb: Carlos Boozer 12 As: Deron Williams 9 |                                        | Pkt: Kobe Bryant 30 Zb: Gasol, Odom 15 As: Kobe Bryant 8 |  | Staples Center, Los Angeles, Kalifornia Widownia: 18 997 Sędziowie: Scott Foster, Tony Brothers, Sean Corbin | TNT |

| 8 maja 20:00 | Raport | Los Angeles Lakers 111 – 110 Utah Jazz                 | Los Angeles Lakers 111 – 110 Utah Jazz | Los Angeles Lakers 111 – 110 Utah Jazz                           |  | EnergySolutions Arena, Salt Lake City, Utah Widownia: 19 911 Sędziowie: Joe Crawford, Dick Bavetta, Greg Willard | ABC |
| 8 maja 20:00 | Raport | Rezultaty w kwartach: 17–22, 33–32, 32–26, 29–30       |                                        |                                                                  |  | EnergySolutions Arena, Salt Lake City, Utah Widownia: 19 911 Sędziowie: Joe Crawford, Dick Bavetta, Greg Willard | ABC |
| 8 maja 20:00 | Raport | Pkt: Kobe Bryant 35 Zb: Pau Gasol 17 As: Kobe Bryant 7 |                                        | Pkt: Deron Williams 28 Zb: Carlos Boozer 14 As: Deron Williams 9 |  | EnergySolutions Arena, Salt Lake City, Utah Widownia: 19 911 Sędziowie: Joe Crawford, Dick Bavetta, Greg Willard | ABC |

| 10 maja 22:30 | Raport | Los Angeles Lakers 111 – 96 Utah Jazz                | Los Angeles Lakers 111 – 96 Utah Jazz | Los Angeles Lakers 111 – 96 Utah Jazz                               |  | EnergySolutions Arena, Salt Lake City, Utah Widownia: 19 911 Sędziowie: Dan Crawford, Bill Kennedy, Tom Washington | TNT |
| 10 maja 22:30 | Raport | Rezultaty w kwartach: 29–24, 29–17, 22–26, 31–29     |                                       |                                                                     |  | EnergySolutions Arena, Salt Lake City, Utah Widownia: 19 911 Sędziowie: Dan Crawford, Bill Kennedy, Tom Washington | TNT |
| 10 maja 22:30 | Raport | Pkt: Pau Gasol 33 Zb: Pau Gasol 14 As: Kobe Bryant 4 |                                       | Pkt: Millsap, Williams 21 Zb: Carlos Boozer 14 As: Deron Williams 9 |  | EnergySolutions Arena, Salt Lake City, Utah Widownia: 19 911 Sędziowie: Dan Crawford, Bill Kennedy, Tom Washington | TNT |
| 10 maja 22:30 | Raport | L.A Lakers wygrywa serię 4-0                         |                                       |                                                                     |  | EnergySolutions Arena, Salt Lake City, Utah Widownia: 19 911 Sędziowie: Dan Crawford, Bill Kennedy, Tom Washington | TNT |

Wyniki w sezonie zasadniczym
| 9 grudnia 2009 | Raport | Utah Jazz 77 – 101 Los Angeles Lakers | Utah Jazz 77 – 101 Los Angeles Lakers | Utah Jazz 77 – 101 Los Angeles Lakers |  | Staples Center, Los Angeles, Kalifornia |

| 12 grudnia 2009 | Raport | Los Angeles Lakers 94 – 102 Utah Jazz | Los Angeles Lakers 94 – 102 Utah Jazz | Los Angeles Lakers 94 – 102 Utah Jazz |  | EnergySolutions Arena, Salt Lake City, Utah |

| 10 lutego 2010 | Raport | Los Angeles Lakers 96 – 81 Utah Jazz | Los Angeles Lakers 96 – 81 Utah Jazz | Los Angeles Lakers 96 – 81 Utah Jazz |  | EnergySolutions Arena, Salt Lake City, Utah |

| 2 kwietnia 2010 | Raport | Utah Jazz 92 – 106 Los Angeles Lakers | Utah Jazz 92 – 106 Los Angeles Lakers | Utah Jazz 92 – 106 Los Angeles Lakers |  | Staples Center, Los Angeles, Kalifornia |

Ostatnie spotkanie w Playoff: Pierwsza Runda Konferencji Zachodniej 2009 (L.A Lakers zwyciężyli 4-1).

#### (3) Phoenix Suns vs. (7) San Antonio Spurs
| 3 maja 22:30 | Raport | San Antonio Spurs 102 – 111 Phoenix Suns                    | San Antonio Spurs 102 – 111 Phoenix Suns | San Antonio Spurs 102 – 111 Phoenix Suns                      |  | US Airways Center, Phoenix, Arizona Widownia: 18 422 Sędziowie: Bennett Salvatore, Ken Mauer, Michael Smith | TNT |
| 3 maja 22:30 | Raport | Rezultaty w kwartach: 22–31, 25–26, 28–28, 27–26            |                                          |                                                               |  | US Airways Center, Phoenix, Arizona Widownia: 18 422 Sędziowie: Bennett Salvatore, Ken Mauer, Michael Smith | TNT |
| 3 maja 22:30 | Raport | Pkt: Manu Ginóbili 27 Zb: Tim Duncan 11 As: Manu Ginóbili 5 |                                          | Pkt: Steve Nash 33 Zb: Amar’e Stoudemire 13 As: Steve Nash 10 |  | US Airways Center, Phoenix, Arizona Widownia: 18 422 Sędziowie: Bennett Salvatore, Ken Mauer, Michael Smith | TNT |

| 5 maja 21:00 | Raport | San Antonio Spurs 102 – 110 Phoenix Suns                         | San Antonio Spurs 102 – 110 Phoenix Suns | San Antonio Spurs 102 – 110 Phoenix Suns                            |  | US Airways Center, Phoenix, Arizona Widownia: 18 422 Sędziowie: Joe Crawford, Ron Garretson, Derrick Stafford | TNT |
| 5 maja 21:00 | Raport | Rezultaty w kwartach: 30–21, 21–30, 25–27, 26–32                 |                                          |                                                                     |  | US Airways Center, Phoenix, Arizona Widownia: 18 422 Sędziowie: Joe Crawford, Ron Garretson, Derrick Stafford | TNT |
| 5 maja 21:00 | Raport | Pkt: Tim Duncan 29 Zb: Duncan, Jefferson 10 As: Manu Ginóbili 11 |                                          | Pkt: Amar’e Stoudemire 23 Zb: Amar’e Stoudemire 11 As: Steve Nash 6 |  | US Airways Center, Phoenix, Arizona Widownia: 18 422 Sędziowie: Joe Crawford, Ron Garretson, Derrick Stafford | TNT |

| 7 maja 21:30 | Raport | Phoenix Suns 110 – 96 San Antonio Spurs                      | Phoenix Suns 110 – 96 San Antonio Spurs | Phoenix Suns 110 – 96 San Antonio Spurs                        |  | AT&T Center, San Antonio, Teksas Widownia: 18 581 Sędziowie: Scott Foster, James Capers, Bill Kennedy | ESPN |
| 7 maja 21:30 | Raport | Rezultaty w kwartach: 19–28, 25–22, 27–22, 39–24             |                                         |                                                                |  | AT&T Center, San Antonio, Teksas Widownia: 18 581 Sędziowie: Scott Foster, James Capers, Bill Kennedy | ESPN |
| 7 maja 21:30 | Raport | Pkt: Goran Dragić 26 Zb: Nash, Stoudemire 8 As: Steve Nash 6 |                                         | Pkt: Manu Ginóbili 27 Zb: Tim Duncan 13 As: Ginóbili, Parker 5 |  | AT&T Center, San Antonio, Teksas Widownia: 18 581 Sędziowie: Scott Foster, James Capers, Bill Kennedy | ESPN |

| 9 maja 20:00 | Raport | Phoenix Suns 107 – 101 San Antonio Spurs                          | Phoenix Suns 107 – 101 San Antonio Spurs | Phoenix Suns 107 – 101 San Antonio Spurs                        |  | AT&T Center, San Antonio, Teksas Widownia: 18 581 Sędziowie: Monty McCutchen, Bob Delaney, Jason Phillips | TNT |
| 9 maja 20:00 | Raport | Rezultaty w kwartach: 19–25, 31–22, 22–24, 35–30                  |                                          |                                                                 |  | AT&T Center, San Antonio, Teksas Widownia: 18 581 Sędziowie: Monty McCutchen, Bob Delaney, Jason Phillips | TNT |
| 9 maja 20:00 | Raport | Pkt: Amar’e Stoudemire 29 Zb: Jason Richardson 8 As: Steve Nash 9 |                                          | Pkt: Tony Parker 22 Zb: Duncan, Jefferson 8 As: Manu Ginóbili 9 |  | AT&T Center, San Antonio, Teksas Widownia: 18 581 Sędziowie: Monty McCutchen, Bob Delaney, Jason Phillips | TNT |
| 9 maja 20:00 | Raport | Phoenix wygrywa serię 4-0                                         |                                          |                                                                 |  | AT&T Center, San Antonio, Teksas Widownia: 18 581 Sędziowie: Monty McCutchen, Bob Delaney, Jason Phillips | TNT |

Wyniki w sezonie zasadniczym
| 15 grudnia 2009 | Raport | San Antonio Spurs 104 – 116 Phoenix Suns | San Antonio Spurs 104 – 116 Phoenix Suns | San Antonio Spurs 104 – 116 Phoenix Suns |  | US Airways Center, Phoenix, Arizona |

| 28 lutego 2010 | Raport | Phoenix Suns 110 – 113 San Antonio Spurs | Phoenix Suns 110 – 113 San Antonio Spurs | Phoenix Suns 110 – 113 San Antonio Spurs |  | AT&T Center, San Antonio, Teksas |

| 7 kwietnia 2010 | Raport | San Antonio Spurs 101 – 112 Phoenix Suns | San Antonio Spurs 101 – 112 Phoenix Suns | San Antonio Spurs 101 – 112 Phoenix Suns |  | US Airways Center, Phoenix, Arizona |

Ostatnie spotkanie w Playoff: Pierwsza Runda Konferencji Zachodniej 2008 (San Antonio zwyciężyli 4-1).

### Finał Konferencji

#### (1) Los Angeles Lakers vs. (3) Phoenix Suns
| 17 maja 21:00 | Raport | Phoenix Suns 107 – 128 Los Angeles Lakers                                     | Phoenix Suns 107 – 128 Los Angeles Lakers | Phoenix Suns 107 – 128 Los Angeles Lakers                                 |  | Staples Center, Los Angeles, Kalifornia Widownia: 18 997 Sędziowie: Scott Foster, Jason Phillips, Greg Willard | TNT |
| 17 maja 21:00 | Raport | Rezultaty w kwartach: 26–35, 29–27, 24–31, 28–35                              |                                           |                                                                           |  | Staples Center, Los Angeles, Kalifornia Widownia: 18 997 Sędziowie: Scott Foster, Jason Phillips, Greg Willard | TNT |
| 17 maja 21:00 | Raport | Pkt: Amar’e Stoudemire 23 Zb: Amundson, Lopez, Richardson 6 As: Steve Nash 13 |                                           | Pkt: Kobe Bryant 40 Zb: Lamar Odom 19 As: Artest, Bryant, Farmar, Gasol 5 |  | Staples Center, Los Angeles, Kalifornia Widownia: 18 997 Sędziowie: Scott Foster, Jason Phillips, Greg Willard | TNT |

| 19 maja 21:00 | Raport | Phoenix Suns 112 – 124 Los Angeles Lakers                          | Phoenix Suns 112 – 124 Los Angeles Lakers | Phoenix Suns 112 – 124 Los Angeles Lakers              |  | Staples Center, Los Angeles, Kalifornia Widownia: 18 997 Sędziowie: Joe Crawford, Mike Callahan, Ed Malloy | TNT |
| 19 maja 21:00 | Raport | Rezultaty w kwartach: 24–36, 32–29, 34–25, 22–34                   |                                           |                                                        |  | Staples Center, Los Angeles, Kalifornia Widownia: 18 997 Sędziowie: Joe Crawford, Mike Callahan, Ed Malloy | TNT |
| 19 maja 21:00 | Raport | Pkt: Jason Richardson 27 Zb: Lopez, Stoudemire 6 As: Steve Nash 15 |                                           | Pkt: Pau Gasol 29 Zb: Lamar Odom 11 As: Kobe Bryant 13 |  | Staples Center, Los Angeles, Kalifornia Widownia: 18 997 Sędziowie: Joe Crawford, Mike Callahan, Ed Malloy | TNT |

| 23 maja 20:30 | Raport | Los Angeles Lakers 109 – 118 Phoenix Suns                  | Los Angeles Lakers 109 – 118 Phoenix Suns | Los Angeles Lakers 109 – 118 Phoenix Suns                            |  | US Airways Center, Phoenix, Arizona Widownia: 18 422 Sędziowie: Monty McCutchen, Eddie F. Rush, Tom Washington | TNT |
| 23 maja 20:30 | Raport | Rezultaty w kwartach: 32–29, 15–25, 37–32, 25–32           |                                           |                                                                      |  | US Airways Center, Phoenix, Arizona Widownia: 18 422 Sędziowie: Monty McCutchen, Eddie F. Rush, Tom Washington | TNT |
| 23 maja 20:30 | Raport | Pkt: Kobe Bryant 36 Zb: Bryant, Gasol 9 As: Kobe Bryant 11 |                                           | Pkt: Amar’e Stoudemire 42 Zb: Amar’e Stoudemire 11 As: Steve Nash 15 |  | US Airways Center, Phoenix, Arizona Widownia: 18 422 Sędziowie: Monty McCutchen, Eddie F. Rush, Tom Washington | TNT |

| 25 maja 21:00 | Raport | Los Angeles Lakers 106 – 115 Phoenix Suns                | Los Angeles Lakers 106 – 115 Phoenix Suns | Los Angeles Lakers 106 – 115 Phoenix Suns                            |  | US Airways Center, Phoenix, Arizona Widownia: 18 422 Sędziowie: Dan Crawford, James Capers, Ken Mauer | TNT |
| 25 maja 21:00 | Raport | Rezultaty w kwartach: 23–23, 32–41, 29–21, 22–30         |                                           |                                                                      |  | US Airways Center, Phoenix, Arizona Widownia: 18 422 Sędziowie: Dan Crawford, James Capers, Ken Mauer | TNT |
| 25 maja 21:00 | Raport | Pkt: Kobe Bryant 38 Zb: Lamar Odom 10 As: Kobe Bryant 10 |                                           | Pkt: Amar’e Stoudemire 21 Zb: Amar’e Stoudemire 8 As: Dragić, Nash 8 |  | US Airways Center, Phoenix, Arizona Widownia: 18 422 Sędziowie: Dan Crawford, James Capers, Ken Mauer | TNT |

| 27 maja 21:00 | Raport | Phoenix Suns 101 – 103 Los Angeles Lakers                 | Phoenix Suns 101 – 103 Los Angeles Lakers | Phoenix Suns 101 – 103 Los Angeles Lakers               |  | Staples Center, Los Angeles, Kalifornia Widownia: 18 997 Sędziowie: Bennett Salvatore, Marc Davis, Bob Delaney | TNT |
| 27 maja 21:00 | Raport | Rezultaty w kwartach: 21–24, 24–29, 27–25, 29–25          |                                           |                                                         |  | Staples Center, Los Angeles, Kalifornia Widownia: 18 997 Sędziowie: Bennett Salvatore, Marc Davis, Bob Delaney | TNT |
| 27 maja 21:00 | Raport | Pkt: Steve Nash 29 Zb: Channing Frye 10 As: Steve Nash 11 |                                           | Pkt: Kobe Bryant 30 Zb: Lamar Odom 13 As: Kobe Bryant 9 |  | Staples Center, Los Angeles, Kalifornia Widownia: 18 997 Sędziowie: Bennett Salvatore, Marc Davis, Bob Delaney | TNT |

| 29 maja 20:30 | Raport | Los Angeles Lakers 111 – 103 Phoenix Suns                 | Los Angeles Lakers 111 – 103 Phoenix Suns | Los Angeles Lakers 111 – 103 Phoenix Suns                       |  | US Airways Center, Phoenix, Arizona Widownia: 18 422 Sędziowie: Scott Foster, Bill Kennedy, Greg Willard | TNT |
| 29 maja 20:30 | Raport | Rezultaty w kwartach: 37–34, 28–19, 26–21, 20–29          |                                           |                                                                 |  | US Airways Center, Phoenix, Arizona Widownia: 18 422 Sędziowie: Scott Foster, Bill Kennedy, Greg Willard | TNT |
| 29 maja 20:30 | Raport | Pkt: Kobe Bryant 37 Zb: Lamar Odom 12 As: Jordan Farmar 5 |                                           | Pkt: Amar’e Stoudemire 27 Zb: Channing Frye 13 As: Steve Nash 9 |  | US Airways Center, Phoenix, Arizona Widownia: 18 422 Sędziowie: Scott Foster, Bill Kennedy, Greg Willard | TNT |
| 29 maja 20:30 | Raport | L.A Lakers wygrywa serię 4-2                              |                                           |                                                                 |  | US Airways Center, Phoenix, Arizona Widownia: 18 422 Sędziowie: Scott Foster, Bill Kennedy, Greg Willard | TNT |

Wyniki w sezonie zasadniczym
| 12 listopada 2009 | Raport | Phoenix Suns 102 – 121 Los Angeles Lakers | Phoenix Suns 102 – 121 Los Angeles Lakers | Phoenix Suns 102 – 121 Los Angeles Lakers |  | Staples Center, Los Angeles, Kalifornia |

| 6 grudnia 2009 | Raport | Phoenix Suns 88 – 108 Los Angeles Lakers | Phoenix Suns 88 – 108 Los Angeles Lakers | Phoenix Suns 88 – 108 Los Angeles Lakers |  | Staples Center, Los Angeles, Kalifornia |

| 28 grudnia 2009 | Raport | Los Angeles Lakers 103 – 118 Phoenix Suns | Los Angeles Lakers 103 – 118 Phoenix Suns | Los Angeles Lakers 103 – 118 Phoenix Suns |  | US Airways Center, Phoenix, Arizona |

| 12 marca 2010 | Raport | Los Angeles Lakers 102 – 96 Phoenix Suns | Los Angeles Lakers 102 – 96 Phoenix Suns | Los Angeles Lakers 102 – 96 Phoenix Suns |  | US Airways Center, Phoenix, Arizona |

Ostatnie spotkanie w Playoff: Pierwsza Runda Konferencji Zachodniej 2007 (Phoenix zwyciężyli 4-1).

## Finał NBA

### (W1) Los Angeles Lakers vs. (E4) Boston Celtics
| 3 czerwca 21:00 | Raport | Boston Celtics 89 – 102 Los Angeles Lakers              | Boston Celtics 89 – 102 Los Angeles Lakers | Boston Celtics 89 – 102 Los Angeles Lakers             |  | Staples Center, Los Angeles, Kalifornia Widownia: 18 997 Sędziowie: Joe Crawford, Joe DeRosa, Derrick Stafford | ABC |
| 3 czerwca 21:00 | Raport | Rezultaty w kwartach: 21–26, 20–24, 23–34, 25–18        |                                            |                                                        |  | Staples Center, Los Angeles, Kalifornia Widownia: 18 997 Sędziowie: Joe Crawford, Joe DeRosa, Derrick Stafford | ABC |
| 3 czerwca 21:00 | Raport | Pkt: Paul Pierce 24 Zb: Paul Pierce 9 As: Rajon Rondo 8 |                                            | Pkt: Kobe Bryant 30 Zb: Pau Gasol 14 As: Kobe Bryant 6 |  | Staples Center, Los Angeles, Kalifornia Widownia: 18 997 Sędziowie: Joe Crawford, Joe DeRosa, Derrick Stafford | ABC |

| 6 czerwca 20:00 | Raport | Boston Celtics 103 – 94 Los Angeles Lakers              | Boston Celtics 103 – 94 Los Angeles Lakers | Boston Celtics 103 – 94 Los Angeles Lakers          |  | Staples Center, Los Angeles, Kalifornia Widownia: 18 997 Sędziowie: Monty McCutchen, Mike Callahan, Ken Mauer | ABC |
| 6 czerwca 20:00 | Raport | Rezultaty w kwartach: 29–22, 25–26, 18–24, 31–22        |                                            |                                                     |  | Staples Center, Los Angeles, Kalifornia Widownia: 18 997 Sędziowie: Monty McCutchen, Mike Callahan, Ken Mauer | ABC |
| 6 czerwca 20:00 | Raport | Pkt: Ray Allen 32 Zb: Rajon Rondo 12 As: Rajon Rondo 10 |                                            | Pkt: Pau Gasol 25 Zb: Pau Gasol 8 As: Kobe Bryant 6 |  | Staples Center, Los Angeles, Kalifornia Widownia: 18 997 Sędziowie: Monty McCutchen, Mike Callahan, Ken Mauer | ABC |

| 8 czerwca 21:00 | Raport | Los Angeles Lakers 91 – 84 Boston Celtics                   | Los Angeles Lakers 91 – 84 Boston Celtics | Los Angeles Lakers 91 – 84 Boston Celtics                       |  | TD Garden, Boston, Massachusetts Widownia: 18 624 Sędziowie: Dan Crawford, Bill Kennedy, Bennett Salvatore | ABC |
| 8 czerwca 21:00 | Raport | Rezultaty w kwartach: 26–17, 26–23, 15–21, 24–23            |                                           |                                                                 |  | TD Garden, Boston, Massachusetts Widownia: 18 624 Sędziowie: Dan Crawford, Bill Kennedy, Bennett Salvatore | ABC |
| 8 czerwca 21:00 | Raport | Pkt: Kobe Bryant 29 Zb: Bynum, Gasol 10 As: Bryant, Gasol 4 |                                           | Pkt: Kevin Garnett 25 Zb: Kendrick Perkins 11 As: Rajon Rondo 8 |  | TD Garden, Boston, Massachusetts Widownia: 18 624 Sędziowie: Dan Crawford, Bill Kennedy, Bennett Salvatore | ABC |

| 10 czerwca 21:00 | Raport | Los Angeles Lakers 89 – 96 Boston Celtics                  | Los Angeles Lakers 89 – 96 Boston Celtics | Los Angeles Lakers 89 – 96 Boston Celtics                    |  | TD Garden, Boston, Massachusetts Widownia: 18 624 Sędziowie: Scott Foster, Eddie F. Rush, Greg Willard | ABC |
| 10 czerwca 21:00 | Raport | Rezultaty w kwartach: 16–19, 29–23, 17–18, 27–36           |                                           |                                                              |  | TD Garden, Boston, Massachusetts Widownia: 18 624 Sędziowie: Scott Foster, Eddie F. Rush, Greg Willard | ABC |
| 10 czerwca 21:00 | Raport | Pkt: Kobe Bryant 33 Zb: Artest, Odom 7 As: Artest, Gasol 3 |                                           | Pkt: Paul Pierce 19 Zb: Kendrick Perkins 7 As: Paul Pierce 5 |  | TD Garden, Boston, Massachusetts Widownia: 18 624 Sędziowie: Scott Foster, Eddie F. Rush, Greg Willard | ABC |

| 13 czerwca 20:00 | Raport | Los Angeles Lakers 86 – 92 Boston Celtics              | Los Angeles Lakers 86 – 92 Boston Celtics | Los Angeles Lakers 86 – 92 Boston Celtics                  |  | TD Garden, Boston, Massachusetts Widownia: 18 624 Sędziowie: Joe Crawford, Mike Callahan, Derrick Stafford | ABC |
| 13 czerwca 20:00 | Raport | Rezultaty w kwartach: 20–22, 19–23, 26–28, 21–19       |                                           |                                                            |  | TD Garden, Boston, Massachusetts Widownia: 18 624 Sędziowie: Joe Crawford, Mike Callahan, Derrick Stafford | ABC |
| 13 czerwca 20:00 | Raport | Pkt: Kobe Bryant 38 Zb: Pau Gasol 12 As: Kobe Bryant 4 |                                           | Pkt: Paul Pierce 27 Zb: Kevin Garnett 10 As: Rajon Rondo 8 |  | TD Garden, Boston, Massachusetts Widownia: 18 624 Sędziowie: Joe Crawford, Mike Callahan, Derrick Stafford | ABC |

| 15 czerwca 21:00 | Raport | Boston Celtics 67 – 89 Los Angeles Lakers            | Boston Celtics 67 – 89 Los Angeles Lakers | Boston Celtics 67 – 89 Los Angeles Lakers            |  | Staples Center, Los Angeles, Kalifornia Widownia: 18 997 Sędziowie: Monty McCutchen, Joe DeRosa, Ken Mauer | ABC |
| 15 czerwca 21:00 | Raport | Rezultaty w kwartach: 18–28, 13–23, 20–25, 16–13     |                                           |                                                      |  | Staples Center, Los Angeles, Kalifornia Widownia: 18 997 Sędziowie: Monty McCutchen, Joe DeRosa, Ken Mauer | ABC |
| 15 czerwca 21:00 | Raport | Pkt: Ray Allen 19 Zb: Glen Davis 9 As: Rajon Rondo 6 |                                           | Pkt: Kobe Bryant 26 Zb: Pau Gasol 13 As: Pau Gasol 9 |  | Staples Center, Los Angeles, Kalifornia Widownia: 18 997 Sędziowie: Monty McCutchen, Joe DeRosa, Ken Mauer | ABC |

| 17 czerwca 21:00 | Raport | Boston Celtics 79 – 83 Los Angeles Lakers                 | Boston Celtics 79 – 83 Los Angeles Lakers | Boston Celtics 79 – 83 Los Angeles Lakers            |  | Staples Center, Los Angeles, Kalifornia Widownia: 18 997 Sędziowie: Dan Crawford, Joe Crawford, Scott Foster | ABC |
| 17 czerwca 21:00 | Raport | Rezultaty w kwartach: 23–14, 17–20, 17–19, 22–30          |                                           |                                                      |  | Staples Center, Los Angeles, Kalifornia Widownia: 18 997 Sędziowie: Dan Crawford, Joe Crawford, Scott Foster | ABC |
| 17 czerwca 21:00 | Raport | Pkt: Paul Pierce 18 Zb: Paul Pierce 10 As: Rajon Rondo 10 |                                           | Pkt: Kobe Bryant 23 Zb: Pau Gasol 18 As: Pau Gasol 4 |  | Staples Center, Los Angeles, Kalifornia Widownia: 18 997 Sędziowie: Dan Crawford, Joe Crawford, Scott Foster | ABC |
| 17 czerwca 21:00 | Raport | L.A. Lakers wygrawa serię 4-3 i zostaje mistrzem NBA      |                                           |                                                      |  | Staples Center, Los Angeles, Kalifornia Widownia: 18 997 Sędziowie: Dan Crawford, Joe Crawford, Scott Foster | ABC |

Wyniki w sezonie zasadniczym
| 31 stycznia 2010 | Raport | Los Angeles Lakers 90 – 89 Boston Celtics | Los Angeles Lakers 90 – 89 Boston Celtics | Los Angeles Lakers 90 – 89 Boston Celtics |  | TD Garden, Boston, Massachusetts |

| 18 lutego 2010 | Raport | Boston Celtics 87 – 86 Los Angeles Lakers | Boston Celtics 87 – 86 Los Angeles Lakers | Boston Celtics 87 – 86 Los Angeles Lakers |  | Staples Center, Los Angeles, Kalifornia |

Ostatnie spotkanie w Playoff: Finał NBA 2008 (Boston zwyciężyli 4-2).

## Statystyki
| Kategoria  | Najwyższy rezultat        | Najwyższy rezultat      | Najwyższy rezultat | Średnia        | Średnia           | Średnia | Średnia       |
| Kategoria  | Zawodnik                  | Drużyna                 | Razem              | Zawodnik       | Drużyna           | Średnia | Liczba meczów |
| ---------- | ------------------------- | ----------------------- | ------------------ | -------------- | ----------------- | ------- | ------------- |
| Punkty     | Dwyane Wade               | Miami Heat              | 46                 | Dwyane Wade    | Miami Heat        | 33.2    | 5             |
| Zbiórki    | Carlos Boozer Joakim Noah | Utah Jazz Chicago Bulls | 20                 | Carlos Boozer  | Utah Jazz         | 13.2    | 10            |
| Asysty     | Rajon Rondo               | Boston Celtics          | 19                 | Deron Williams | Utah Jazz         | 10.2    | 10            |
| Przechwyty | John Salmons              | Milwaukee Bucks         | 6                  | Manu Ginóbili  | San Antonio Spurs | 2.6     | 10            |
| Bloki      | Dwight Howard             | Orlando Magic           | 9                  | Dwight Howard  | Orlando Magic     | 3.5     | 14            |